# فهرست سیارک‌ها (۱۹۸۰۰۱–۱۹۹۰۰۱)
فهرست سیارک‌ها (۱۹۸۰۰۱ - ۱۹۹۰۰۱) فهرست سیارک‌ها از ۱۹۸۰۰۱ تا ۱۹۹۰۰۱ است.
| نام    | نام انگلیسی      | تاریخ کشف       |
| ------ | ---------------- | --------------- |
| ۱۹۸۰۰۱ | 2004 RJ179       | ۱۰ سپتامبر ۲۰۰۴ |
| ۱۹۸۰۰۲ | 2004 RO179       | ۱۰ سپتامبر ۲۰۰۴ |
| ۱۹۸۰۰۳ | 2004 RS181       | ۱۰ سپتامبر ۲۰۰۴ |
| ۱۹۸۰۰۴ | 2004 RB182       | ۱۰ سپتامبر ۲۰۰۴ |
| ۱۹۸۰۰۵ | 2004 RS186       | ۱۰ سپتامبر ۲۰۰۴ |
| ۱۹۸۰۰۶ | 2004 RE187       | ۱۰ سپتامبر ۲۰۰۴ |
| ۱۹۸۰۰۷ | 2004 RO191       | ۱۰ سپتامبر ۲۰۰۴ |
| ۱۹۸۰۰۸ | 2004 RP191       | ۱۰ سپتامبر ۲۰۰۴ |
| ۱۹۸۰۰۹ | 2004 RC198       | ۱۰ سپتامبر ۲۰۰۴ |
| ۱۹۸۰۱۰ | 2004 RU199       | ۱۰ سپتامبر ۲۰۰۴ |
| ۱۹۸۰۱۱ | 2004 RK200       | ۱۰ سپتامبر ۲۰۰۴ |
| ۱۹۸۰۱۲ | 2004 RF201       | ۱۰ سپتامبر ۲۰۰۴ |
| ۱۹۸۰۱۳ | 2004 RJ201       | ۱۰ سپتامبر ۲۰۰۴ |
| ۱۹۸۰۱۴ | 2004 RS202       | ۱۱ سپتامبر ۲۰۰۴ |
| ۱۹۸۰۱۵ | 2004 RP204       | ۱۲ سپتامبر ۲۰۰۴ |
| ۱۹۸۰۱۶ | 2004 RL205       | ۸ سپتامبر ۲۰۰۴  |
| ۱۹۸۰۱۷ | 2004 RW209       | ۱۱ سپتامبر ۲۰۰۴ |
| ۱۹۸۰۱۸ | 2004 RC218       | ۱۱ سپتامبر ۲۰۰۴ |
| ۱۹۸۰۱۹ | 2004 RH220       | ۱۱ سپتامبر ۲۰۰۴ |
| ۱۹۸۰۲۰ | 2004 RJ221       | ۱۱ سپتامبر ۲۰۰۴ |
| ۱۹۸۰۲۱ | 2004 RW221       | ۱۲ سپتامبر ۲۰۰۴ |
| ۱۹۸۰۲۲ | 2004 RZ224       | ۹ سپتامبر ۲۰۰۴  |
| ۱۹۸۰۲۳ | 2004 RC225       | ۹ سپتامبر ۲۰۰۴  |
| ۱۹۸۰۲۴ | 2004 RB226       | ۹ سپتامبر ۲۰۰۴  |
| ۱۹۸۰۲۵ | 2004 RX229       | ۹ سپتامبر ۲۰۰۴  |
| ۱۹۸۰۲۶ | 2004 RB230       | ۹ سپتامبر ۲۰۰۴  |
| ۱۹۸۰۲۷ | 2004 RB231       | ۹ سپتامبر ۲۰۰۴  |
| ۱۹۸۰۲۸ | 2004 RX231       | ۹ سپتامبر ۲۰۰۴  |
| ۱۹۸۰۲۹ | 2004 RD233       | ۹ سپتامبر ۲۰۰۴  |
| ۱۹۸۰۳۰ | 2004 RO238       | ۱۰ سپتامبر ۲۰۰۴ |
| ۱۹۸۰۳۱ | 2004 RA240       | ۱۰ سپتامبر ۲۰۰۴ |
| ۱۹۸۰۳۲ | 2004 RS241       | ۱۰ سپتامبر ۲۰۰۴ |
| ۱۹۸۰۳۳ | 2004 RR244       | ۱۰ سپتامبر ۲۰۰۴ |
| ۱۹۸۰۳۴ | 2004 RW244       | ۱۰ سپتامبر ۲۰۰۴ |
| ۱۹۸۰۳۵ | 2004 RK253       | ۱۵ سپتامبر ۲۰۰۴ |
| ۱۹۸۰۳۶ | 2004 RU254       | ۶ سپتامبر ۲۰۰۴  |
| ۱۹۸۰۳۷ | 2004 RY254       | ۶ سپتامبر ۲۰۰۴  |
| ۱۹۸۰۳۸ | 2004 RP256       | ۹ سپتامبر ۲۰۰۴  |
| ۱۹۸۰۳۹ | 2004 RW257       | ۱۰ سپتامبر ۲۰۰۴ |
| ۱۹۸۰۴۰ | 2004 RT266       | ۱۱ سپتامبر ۲۰۰۴ |
| ۱۹۸۰۴۱ | 2004 RN272       | ۱۱ سپتامبر ۲۰۰۴ |
| ۱۹۸۰۴۲ | 2004 RF275       | ۱۲ سپتامبر ۲۰۰۴ |
| ۱۹۸۰۴۳ | 2004 RF276       | ۱۳ سپتامبر ۲۰۰۴ |
| ۱۹۸۰۴۴ | 2004 RR276       | ۱۳ سپتامبر ۲۰۰۴ |
| ۱۹۸۰۴۵ | 2004 RJ281       | ۱۵ سپتامبر ۲۰۰۴ |
| ۱۹۸۰۴۶ | 2004 RB285       | ۱۵ سپتامبر ۲۰۰۴ |
| ۱۹۸۰۴۷ | 2004 RL288       | ۱۵ سپتامبر ۲۰۰۴ |
| ۱۹۸۰۴۸ | 2004 RR290       | ۸ سپتامبر ۲۰۰۴  |
| ۱۹۸۰۴۹ | 2004 RV290       | ۹ سپتامبر ۲۰۰۴  |
| ۱۹۸۰۵۰ | 2004 RR294       | ۱۱ سپتامبر ۲۰۰۴ |
| ۱۹۸۰۵۱ | 2004 RS298       | ۱۱ سپتامبر ۲۰۰۴ |
| ۱۹۸۰۵۲ | 2004 RU298       | ۱۱ سپتامبر ۲۰۰۴ |
| ۱۹۸۰۵۳ | 2004 RY301       | ۱۱ سپتامبر ۲۰۰۴ |
| ۱۹۸۰۵۴ | 2004 RL305       | ۱۲ سپتامبر ۲۰۰۴ |
| ۱۹۸۰۵۵ | 2004 RF307       | ۱۲ سپتامبر ۲۰۰۴ |
| ۱۹۸۰۵۶ | 2004 RT309       | ۱۳ سپتامبر ۲۰۰۴ |
| ۱۹۸۰۵۷ | 2004 RB310       | ۱۳ سپتامبر ۲۰۰۴ |
| ۱۹۸۰۵۸ | 2004 RD311       | ۱۳ سپتامبر ۲۰۰۴ |
| ۱۹۸۰۵۹ | 2004 RM316       | ۱۱ سپتامبر ۲۰۰۴ |
| ۱۹۸۰۶۰ | 2004 RH320       | ۱۳ سپتامبر ۲۰۰۴ |
| ۱۹۸۰۶۱ | 2004 RC322       | ۱۳ سپتامبر ۲۰۰۴ |
| ۱۹۸۰۶۲ | 2004 RH322       | ۱۳ سپتامبر ۲۰۰۴ |
| ۱۹۸۰۶۳ | 2004 RL323       | ۱۳ سپتامبر ۲۰۰۴ |
| ۱۹۸۰۶۴ | 2004 RG325       | ۱۳ سپتامبر ۲۰۰۴ |
| ۱۹۸۰۶۵ | 2004 RO325       | ۱۳ سپتامبر ۲۰۰۴ |
| ۱۹۸۰۶۶ | 2004 RB326       | ۱۳ سپتامبر ۲۰۰۴ |
| ۱۹۸۰۶۷ | 2004 RS327       | ۱۴ سپتامبر ۲۰۰۴ |
| ۱۹۸۰۶۸ | 2004 RU328       | ۱۵ سپتامبر ۲۰۰۴ |
| ۱۹۸۰۶۹ | 2004 RW330       | ۱۵ سپتامبر ۲۰۰۴ |
| ۱۹۸۰۷۰ | 2004 RQ333       | ۱۵ سپتامبر ۲۰۰۴ |
| ۱۹۸۰۷۱ | 2004 RT341       | ۱۰ سپتامبر ۲۰۰۴ |
| ۱۹۸۰۷۲ | 2004 RH342       | ۱۰ سپتامبر ۲۰۰۴ |
| ۱۹۸۰۷۳ | 2004 RM345       | ۱۰ سپتامبر ۲۰۰۴ |
| ۱۹۸۰۷۴ | 2004 SH2         | ۱۶ سپتامبر ۲۰۰۴ |
| ۱۹۸۰۷۵ | 2004 SK3         | ۱۷ سپتامبر ۲۰۰۴ |
| ۱۹۸۰۷۶ | 2004 SF4         | ۱۷ سپتامبر ۲۰۰۴ |
| ۱۹۸۰۷۷ | 2004 SS4         | ۱۷ سپتامبر ۲۰۰۴ |
| ۱۹۸۰۷۸ | 2004 SN14        | ۱۷ سپتامبر ۲۰۰۴ |
| ۱۹۸۰۷۹ | 2004 SP14        | ۱۷ سپتامبر ۲۰۰۴ |
| ۱۹۸۰۸۰ | 2004 SM15        | ۱۷ سپتامبر ۲۰۰۴ |
| ۱۹۸۰۸۱ | 2004 SY15        | ۱۷ سپتامبر ۲۰۰۴ |
| ۱۹۸۰۸۲ | 2004 SB18        | ۱۷ سپتامبر ۲۰۰۴ |
| ۱۹۸۰۸۳ | 2004 SA19        | ۱۸ سپتامبر ۲۰۰۴ |
| ۱۹۸۰۸۴ | 2004 SG21        | ۲۱ سپتامبر ۲۰۰۴ |
| ۱۹۸۰۸۵ | 2004 SD22        | ۱۷ سپتامبر ۲۰۰۴ |
| ۱۹۸۰۸۶ | 2004 SL23        | ۱۷ سپتامبر ۲۰۰۴ |
| ۱۹۸۰۸۷ | 2004 ST24        | ۲۱ سپتامبر ۲۰۰۴ |
| ۱۹۸۰۸۸ | 2004 SH25        | ۲۱ سپتامبر ۲۰۰۴ |
| ۱۹۸۰۸۹ | 2004 ST25        | ۲۲ سپتامبر ۲۰۰۴ |
| ۱۹۸۰۹۰ | 2004 SC27        | ۱۶ سپتامبر ۲۰۰۴ |
| ۱۹۸۰۹۱ | 2004 SS27        | ۱۶ سپتامبر ۲۰۰۴ |
| ۱۹۸۰۹۲ | 2004 SU27        | ۱۶ سپتامبر ۲۰۰۴ |
| ۱۹۸۰۹۳ | 2004 SW30        | ۱۷ سپتامبر ۲۰۰۴ |
| ۱۹۸۰۹۴ | 2004 SK32        | ۱۷ سپتامبر ۲۰۰۴ |
| ۱۹۸۰۹۵ | 2004 SY32        | ۱۷ سپتامبر ۲۰۰۴ |
| ۱۹۸۰۹۶ | 2004 SR37        | ۱۷ سپتامبر ۲۰۰۴ |
| ۱۹۸۰۹۷ | 2004 SL38        | ۱۷ سپتامبر ۲۰۰۴ |
| ۱۹۸۰۹۸ | 2004 SL40        | ۱۷ سپتامبر ۲۰۰۴ |
| ۱۹۸۰۹۹ | 2004 SO40        | ۱۷ سپتامبر ۲۰۰۴ |
| ۱۹۸۱۰۰ | 2004 SQ41        | ۱۸ سپتامبر ۲۰۰۴ |
| ۱۹۸۱۰۱ | 2004 SJ44        | ۱۸ سپتامبر ۲۰۰۴ |
| ۱۹۸۱۰۲ | 2004 SX47        | ۱۸ سپتامبر ۲۰۰۴ |
| ۱۹۸۱۰۳ | 2004 SZ48        | ۲۱ سپتامبر ۲۰۰۴ |
| ۱۹۸۱۰۴ | 2004 SO49        | ۲۱ سپتامبر ۲۰۰۴ |
| ۱۹۸۱۰۵ | 2004 SS50        | ۲۲ سپتامبر ۲۰۰۴ |
| ۱۹۸۱۰۶ | 2004 SH51        | ۲۲ سپتامبر ۲۰۰۴ |
| ۱۹۸۱۰۷ | 2004 SG52        | ۱۸ سپتامبر ۲۰۰۴ |
| ۱۹۸۱۰۸ | 2004 SU53        | ۲۲ سپتامبر ۲۰۰۴ |
| ۱۹۸۱۰۹ | 2004 SY54        | ۲۲ سپتامبر ۲۰۰۴ |
| ۱۹۸۱۱۰ | Heathrhoades     | ۱۷ سپتامبر ۲۰۰۴ |
| ۱۹۸۱۱۱ | 2004 SZ56        | ۱۶ سپتامبر ۲۰۰۴ |
| ۱۹۸۱۱۲ | 2004 TM1         | ۴ اکتبر ۲۰۰۴    |
| ۱۹۸۱۱۳ | 2004 TY1         | ۴ اکتبر ۲۰۰۴    |
| ۱۹۸۱۱۴ | 2004 TQ2         | ۴ اکتبر ۲۰۰۴    |
| ۱۹۸۱۱۵ | 2004 TV2         | ۴ اکتبر ۲۰۰۴    |
| ۱۹۸۱۱۶ | 2004 TJ4         | ۴ اکتبر ۲۰۰۴    |
| ۱۹۸۱۱۷ | 2004 TF5         | ۴ اکتبر ۲۰۰۴    |
| ۱۹۸۱۱۸ | 2004 TJ6         | ۲ اکتبر ۲۰۰۴    |
| ۱۹۸۱۱۹ | 2004 TX8         | ۴ اکتبر ۲۰۰۴    |
| ۱۹۸۱۲۰ | 2004 TZ11        | ۵ اکتبر ۲۰۰۴    |
| ۱۹۸۱۲۱ | 2004 TM12        | ۷ اکتبر ۲۰۰۴    |
| ۱۹۸۱۲۲ | 2004 TY14        | ۹ اکتبر ۲۰۰۴    |
| ۱۹۸۱۲۳ | 2004 TB15        | ۴ اکتبر ۲۰۰۴    |
| ۱۹۸۱۲۴ | 2004 TT15        | ۱۱ اکتبر ۲۰۰۴   |
| ۱۹۸۱۲۵ | 2004 TV17        | ۱۲ اکتبر ۲۰۰۴   |
| ۱۹۸۱۲۶ | 2004 TS18        | ۱۴ اکتبر ۲۰۰۴   |
| ۱۹۸۱۲۷ | 2004 TE23        | ۴ اکتبر ۲۰۰۴    |
| ۱۹۸۱۲۸ | 2004 TS25        | ۴ اکتبر ۲۰۰۴    |
| ۱۹۸۱۲۹ | 2004 TG28        | ۴ اکتبر ۲۰۰۴    |
| ۱۹۸۱۳۰ | 2004 TZ30        | ۴ اکتبر ۲۰۰۴    |
| ۱۹۸۱۳۱ | 2004 TS31        | ۴ اکتبر ۲۰۰۴    |
| ۱۹۸۱۳۲ | 2004 TQ32        | ۴ اکتبر ۲۰۰۴    |
| ۱۹۸۱۳۳ | 2004 TX33        | ۴ اکتبر ۲۰۰۴    |
| ۱۹۸۱۳۴ | 2004 TT34        | ۴ اکتبر ۲۰۰۴    |
| ۱۹۸۱۳۵ | 2004 TK35        | ۴ اکتبر ۲۰۰۴    |
| ۱۹۸۱۳۶ | 2004 TX35        | ۴ اکتبر ۲۰۰۴    |
| ۱۹۸۱۳۷ | 2004 TT36        | ۴ اکتبر ۲۰۰۴    |
| ۱۹۸۱۳۸ | 2004 TW37        | ۴ اکتبر ۲۰۰۴    |
| ۱۹۸۱۳۹ | 2004 TT38        | ۴ اکتبر ۲۰۰۴    |
| ۱۹۸۱۴۰ | 2004 TB39        | ۴ اکتبر ۲۰۰۴    |
| ۱۹۸۱۴۱ | 2004 TB40        | ۴ اکتبر ۲۰۰۴    |
| ۱۹۸۱۴۲ | 2004 TF42        | ۴ اکتبر ۲۰۰۴    |
| ۱۹۸۱۴۳ | 2004 TA46        | ۴ اکتبر ۲۰۰۴    |
| ۱۹۸۱۴۴ | 2004 TK46        | ۴ اکتبر ۲۰۰۴    |
| ۱۹۸۱۴۵ | 2004 TC48        | ۴ اکتبر ۲۰۰۴    |
| ۱۹۸۱۴۶ | 2004 TE50        | ۴ اکتبر ۲۰۰۴    |
| ۱۹۸۱۴۷ | 2004 TR51        | ۴ اکتبر ۲۰۰۴    |
| ۱۹۸۱۴۸ | 2004 TY52        | ۴ اکتبر ۲۰۰۴    |
| ۱۹۸۱۴۹ | 2004 TL53        | ۴ اکتبر ۲۰۰۴    |
| ۱۹۸۱۵۰ | 2004 TM53        | ۴ اکتبر ۲۰۰۴    |
| ۱۹۸۱۵۱ | 2004 TN53        | ۴ اکتبر ۲۰۰۴    |
| ۱۹۸۱۵۲ | 2004 TY53        | ۴ اکتبر ۲۰۰۴    |
| ۱۹۸۱۵۳ | 2004 TD55        | ۴ اکتبر ۲۰۰۴    |
| ۱۹۸۱۵۴ | 2004 TJ55        | ۴ اکتبر ۲۰۰۴    |
| ۱۹۸۱۵۵ | 2004 TD61        | ۵ اکتبر ۲۰۰۴    |
| ۱۹۸۱۵۶ | 2004 TB66        | ۵ اکتبر ۲۰۰۴    |
| ۱۹۸۱۵۷ | 2004 TM66        | ۵ اکتبر ۲۰۰۴    |
| ۱۹۸۱۵۸ | 2004 TP69        | ۵ اکتبر ۲۰۰۴    |
| ۱۹۸۱۵۹ | 2004 TA71        | ۶ اکتبر ۲۰۰۴    |
| ۱۹۸۱۶۰ | 2004 TR71        | ۶ اکتبر ۲۰۰۴    |
| ۱۹۸۱۶۱ | 2004 TR72        | ۶ اکتبر ۲۰۰۴    |
| ۱۹۸۱۶۲ | 2004 TG73        | ۶ اکتبر ۲۰۰۴    |
| ۱۹۸۱۶۳ | 2004 TS73        | ۶ اکتبر ۲۰۰۴    |
| ۱۹۸۱۶۴ | 2004 TZ73        | ۶ اکتبر ۲۰۰۴    |
| ۱۹۸۱۶۵ | 2004 TZ75        | ۶ اکتبر ۲۰۰۴    |
| ۱۹۸۱۶۶ | 2004 TP77        | ۷ اکتبر ۲۰۰۴    |
| ۱۹۸۱۶۷ | 2004 TO79        | ۴ اکتبر ۲۰۰۴    |
| ۱۹۸۱۶۸ | 2004 TM81        | ۵ اکتبر ۲۰۰۴    |
| ۱۹۸۱۶۹ | 2004 TM86        | ۵ اکتبر ۲۰۰۴    |
| ۱۹۸۱۷۰ | 2004 TQ90        | ۵ اکتبر ۲۰۰۴    |
| ۱۹۸۱۷۱ | 2004 TA92        | ۵ اکتبر ۲۰۰۴    |
| ۱۹۸۱۷۲ | 2004 TF93        | ۵ اکتبر ۲۰۰۴    |
| ۱۹۸۱۷۳ | 2004 TV97        | ۵ اکتبر ۲۰۰۴    |
| ۱۹۸۱۷۴ | 2004 TY101       | ۶ اکتبر ۲۰۰۴    |
| ۱۹۸۱۷۵ | 2004 TG103       | ۶ اکتبر ۲۰۰۴    |
| ۱۹۸۱۷۶ | 2004 TK103       | ۶ اکتبر ۲۰۰۴    |
| ۱۹۸۱۷۷ | 2004 TL103       | ۷ اکتبر ۲۰۰۴    |
| ۱۹۸۱۷۸ | 2004 TL104       | ۷ اکتبر ۲۰۰۴    |
| ۱۹۸۱۷۹ | 2004 TJ106       | ۷ اکتبر ۲۰۰۴    |
| ۱۹۸۱۸۰ | 2004 TH107       | ۷ اکتبر ۲۰۰۴    |
| ۱۹۸۱۸۱ | 2004 TE108       | ۷ اکتبر ۲۰۰۴    |
| ۱۹۸۱۸۲ | 2004 TR108       | ۷ اکتبر ۲۰۰۴    |
| ۱۹۸۱۸۳ | 2004 TD109       | ۷ اکتبر ۲۰۰۴    |
| ۱۹۸۱۸۴ | 2004 TU109       | ۷ اکتبر ۲۰۰۴    |
| ۱۹۸۱۸۵ | 2004 TC114       | ۷ اکتبر ۲۰۰۴    |
| ۱۹۸۱۸۶ | 2004 TE114       | ۷ اکتبر ۲۰۰۴    |
| ۱۹۸۱۸۷ | 2004 TM124       | ۷ اکتبر ۲۰۰۴    |
| ۱۹۸۱۸۸ | 2004 TC125       | ۷ اکتبر ۲۰۰۴    |
| ۱۹۸۱۸۹ | 2004 TG125       | ۷ اکتبر ۲۰۰۴    |
| ۱۹۸۱۹۰ | 2004 TD126       | ۷ اکتبر ۲۰۰۴    |
| ۱۹۸۱۹۱ | 2004 TU127       | ۷ اکتبر ۲۰۰۴    |
| ۱۹۸۱۹۲ | 2004 TR128       | ۷ اکتبر ۲۰۰۴    |
| ۱۹۸۱۹۳ | 2004 TK129       | ۷ اکتبر ۲۰۰۴    |
| ۱۹۸۱۹۴ | 2004 TH131       | ۷ اکتبر ۲۰۰۴    |
| ۱۹۸۱۹۵ | 2004 TY133       | ۷ اکتبر ۲۰۰۴    |
| ۱۹۸۱۹۶ | 2004 TY136       | ۸ اکتبر ۲۰۰۴    |
| ۱۹۸۱۹۷ | 2004 TO137       | ۸ اکتبر ۲۰۰۴    |
| ۱۹۸۱۹۸ | 2004 TZ137       | ۸ اکتبر ۲۰۰۴    |
| ۱۹۸۱۹۹ | 2004 TA138       | ۸ اکتبر ۲۰۰۴    |
| ۱۹۸۲۰۰ | 2004 TX138       | ۹ اکتبر ۲۰۰۴    |
| ۱۹۸۲۰۱ | 2004 TY141       | ۴ اکتبر ۲۰۰۴    |
| ۱۹۸۲۰۲ | 2004 TE142       | ۴ اکتبر ۲۰۰۴    |
| ۱۹۸۲۰۳ | 2004 TL142       | ۴ اکتبر ۲۰۰۴    |
| ۱۹۸۲۰۴ | 2004 TH144       | ۴ اکتبر ۲۰۰۴    |
| ۱۹۸۲۰۵ | 2004 TM149       | ۶ اکتبر ۲۰۰۴    |
| ۱۹۸۲۰۶ | 2004 TH150       | ۶ اکتبر ۲۰۰۴    |
| ۱۹۸۲۰۷ | 2004 TZ150       | ۶ اکتبر ۲۰۰۴    |
| ۱۹۸۲۰۸ | 2004 TV156       | ۶ اکتبر ۲۰۰۴    |
| ۱۹۸۲۰۹ | 2004 TE160       | ۶ اکتبر ۲۰۰۴    |
| ۱۹۸۲۱۰ | 2004 TF163       | ۶ اکتبر ۲۰۰۴    |
| ۱۹۸۲۱۱ | 2004 TN164       | ۶ اکتبر ۲۰۰۴    |
| ۱۹۸۲۱۲ | 2004 TU165       | ۷ اکتبر ۲۰۰۴    |
| ۱۹۸۲۱۳ | 2004 TE166       | ۷ اکتبر ۲۰۰۴    |
| ۱۹۸۲۱۴ | 2004 TQ167       | ۷ اکتبر ۲۰۰۴    |
| ۱۹۸۲۱۵ | 2004 TR167       | ۷ اکتبر ۲۰۰۴    |
| ۱۹۸۲۱۶ | 2004 TY168       | ۷ اکتبر ۲۰۰۴    |
| ۱۹۸۲۱۷ | 2004 TS171       | ۸ اکتبر ۲۰۰۴    |
| ۱۹۸۲۱۸ | 2004 TZ173       | ۸ اکتبر ۲۰۰۴    |
| ۱۹۸۲۱۹ | 2004 TM175       | ۹ اکتبر ۲۰۰۴    |
| ۱۹۸۲۲۰ | 2004 TQ175       | ۹ اکتبر ۲۰۰۴    |
| ۱۹۸۲۲۱ | 2004 TK176       | ۹ اکتبر ۲۰۰۴    |
| ۱۹۸۲۲۲ | 2004 TL176       | ۹ اکتبر ۲۰۰۴    |
| ۱۹۸۲۲۳ | 2004 TL180       | ۷ اکتبر ۲۰۰۴    |
| ۱۹۸۲۲۴ | 2004 TX180       | ۷ اکتبر ۲۰۰۴    |
| ۱۹۸۲۲۵ | 2004 TR182       | ۷ اکتبر ۲۰۰۴    |
| ۱۹۸۲۲۶ | 2004 TF184       | ۷ اکتبر ۲۰۰۴    |
| ۱۹۸۲۲۷ | 2004 TE186       | ۷ اکتبر ۲۰۰۴    |
| ۱۹۸۲۲۸ | 2004 TO186       | ۷ اکتبر ۲۰۰۴    |
| ۱۹۸۲۲۹ | 2004 TV186       | ۷ اکتبر ۲۰۰۴    |
| ۱۹۸۲۳۰ | 2004 TW188       | ۷ اکتبر ۲۰۰۴    |
| ۱۹۸۲۳۱ | 2004 TY194       | ۷ اکتبر ۲۰۰۴    |
| ۱۹۸۲۳۲ | 2004 TU195       | ۷ اکتبر ۲۰۰۴    |
| ۱۹۸۲۳۳ | 2004 TY195       | ۷ اکتبر ۲۰۰۴    |
| ۱۹۸۲۳۴ | 2004 TN198       | ۷ اکتبر ۲۰۰۴    |
| ۱۹۸۲۳۵ | 2004 TU202       | ۷ اکتبر ۲۰۰۴    |
| ۱۹۸۲۳۶ | 2004 TW202       | ۷ اکتبر ۲۰۰۴    |
| ۱۹۸۲۳۷ | 2004 TR203       | ۷ اکتبر ۲۰۰۴    |
| ۱۹۸۲۳۸ | 2004 TB204       | ۷ اکتبر ۲۰۰۴    |
| ۱۹۸۲۳۹ | 2004 TE204       | ۷ اکتبر ۲۰۰۴    |
| ۱۹۸۲۴۰ | 2004 TR204       | ۷ اکتبر ۲۰۰۴    |
| ۱۹۸۲۴۱ | 2004 TU204       | ۷ اکتبر ۲۰۰۴    |
| ۱۹۸۲۴۲ | 2004 TV204       | ۷ اکتبر ۲۰۰۴    |
| ۱۹۸۲۴۳ | 2004 TN206       | ۷ اکتبر ۲۰۰۴    |
| ۱۹۸۲۴۴ | 2004 TS206       | ۷ اکتبر ۲۰۰۴    |
| ۱۹۸۲۴۵ | 2004 TB209       | ۸ اکتبر ۲۰۰۴    |
| ۱۹۸۲۴۶ | 2004 TS211       | ۸ اکتبر ۲۰۰۴    |
| ۱۹۸۲۴۷ | 2004 TP213       | ۹ اکتبر ۲۰۰۴    |
| ۱۹۸۲۴۸ | 2004 TB214       | ۹ اکتبر ۲۰۰۴    |
| ۱۹۸۲۴۹ | 2004 TA216       | ۶ اکتبر ۲۰۰۴    |
| ۱۹۸۲۵۰ | 2004 TS216       | ۳ اکتبر ۲۰۰۴    |
| ۱۹۸۲۵۱ | 2004 TV218       | ۵ اکتبر ۲۰۰۴    |
| ۱۹۸۲۵۲ | 2004 TD222       | ۷ اکتبر ۲۰۰۴    |
| ۱۹۸۲۵۳ | 2004 TE222       | ۷ اکتبر ۲۰۰۴    |
| ۱۹۸۲۵۴ | 2004 TJ224       | ۸ اکتبر ۲۰۰۴    |
| ۱۹۸۲۵۵ | 2004 TK224       | ۸ اکتبر ۲۰۰۴    |
| ۱۹۸۲۵۶ | 2004 TY228       | ۸ اکتبر ۲۰۰۴    |
| ۱۹۸۲۵۷ | 2004 TQ229       | ۸ اکتبر ۲۰۰۴    |
| ۱۹۸۲۵۸ | 2004 TX238       | ۹ اکتبر ۲۰۰۴    |
| ۱۹۸۲۵۹ | 2004 TN242       | ۶ اکتبر ۲۰۰۴    |
| ۱۹۸۲۶۰ | 2004 TZ242       | ۶ اکتبر ۲۰۰۴    |
| ۱۹۸۲۶۱ | 2004 TJ243       | ۶ اکتبر ۲۰۰۴    |
| ۱۹۸۲۶۲ | 2004 TS247       | ۷ اکتبر ۲۰۰۴    |
| ۱۹۸۲۶۳ | 2004 TW249       | ۷ اکتبر ۲۰۰۴    |
| ۱۹۸۲۶۴ | 2004 TB257       | ۹ اکتبر ۲۰۰۴    |
| ۱۹۸۲۶۵ | 2004 TH261       | ۹ اکتبر ۲۰۰۴    |
| ۱۹۸۲۶۶ | 2004 TT262       | ۹ اکتبر ۲۰۰۴    |
| ۱۹۸۲۶۷ | 2004 TV263       | ۹ اکتبر ۲۰۰۴    |
| ۱۹۸۲۶۸ | 2004 TK264       | ۹ اکتبر ۲۰۰۴    |
| ۱۹۸۲۶۹ | 2004 TQ264       | ۹ اکتبر ۲۰۰۴    |
| ۱۹۸۲۷۰ | 2004 TU264       | ۹ اکتبر ۲۰۰۴    |
| ۱۹۸۲۷۱ | 2004 TG265       | ۹ اکتبر ۲۰۰۴    |
| ۱۹۸۲۷۲ | 2004 TV266       | ۹ اکتبر ۲۰۰۴    |
| ۱۹۸۲۷۳ | 2004 TW266       | ۹ اکتبر ۲۰۰۴    |
| ۱۹۸۲۷۴ | 2004 TM270       | ۹ اکتبر ۲۰۰۴    |
| ۱۹۸۲۷۵ | 2004 TE274       | ۹ اکتبر ۲۰۰۴    |
| ۱۹۸۲۷۶ | 2004 TC276       | ۹ اکتبر ۲۰۰۴    |
| ۱۹۸۲۷۷ | 2004 TD276       | ۹ اکتبر ۲۰۰۴    |
| ۱۹۸۲۷۸ | 2004 TR282       | ۷ اکتبر ۲۰۰۴    |
| ۱۹۸۲۷۹ | 2004 TB290       | ۱۰ اکتبر ۲۰۰۴   |
| ۱۹۸۲۸۰ | 2004 TU293       | ۱۰ اکتبر ۲۰۰۴   |
| ۱۹۸۲۸۱ | 2004 TW293       | ۱۰ اکتبر ۲۰۰۴   |
| ۱۹۸۲۸۲ | 2004 TR295       | ۱۰ اکتبر ۲۰۰۴   |
| ۱۹۸۲۸۳ | 2004 TM296       | ۱۰ اکتبر ۲۰۰۴   |
| ۱۹۸۲۸۴ | 2004 TM297       | ۱۱ اکتبر ۲۰۰۴   |
| ۱۹۸۲۸۵ | 2004 TT297       | ۱۲ اکتبر ۲۰۰۴   |
| ۱۹۸۲۸۶ | 2004 TF298       | ۱۲ اکتبر ۲۰۰۴   |
| ۱۹۸۲۸۷ | 2004 TK298       | ۱۳ اکتبر ۲۰۰۴   |
| ۱۹۸۲۸۸ | 2004 TF299       | ۸ اکتبر ۲۰۰۴    |
| ۱۹۸۲۸۹ | 2004 TT300       | ۸ اکتبر ۲۰۰۴    |
| ۱۹۸۲۹۰ | 2004 TW301       | ۸ اکتبر ۲۰۰۴    |
| ۱۹۸۲۹۱ | 2004 TO302       | ۹ اکتبر ۲۰۰۴    |
| ۱۹۸۲۹۲ | 2004 TF307       | ۱۰ اکتبر ۲۰۰۴   |
| ۱۹۸۲۹۳ | 2004 TW307       | ۱۰ اکتبر ۲۰۰۴   |
| ۱۹۸۲۹۴ | 2004 TB308       | ۱۰ اکتبر ۲۰۰۴   |
| ۱۹۸۲۹۵ | 2004 TY308       | ۱۰ اکتبر ۲۰۰۴   |
| ۱۹۸۲۹۶ | 2004 TK309       | ۱۰ اکتبر ۲۰۰۴   |
| ۱۹۸۲۹۷ | 2004 TR314       | ۱۱ اکتبر ۲۰۰۴   |
| ۱۹۸۲۹۸ | 2004 TH318       | ۱۱ اکتبر ۲۰۰۴   |
| ۱۹۸۲۹۹ | 2004 TE320       | ۱۱ اکتبر ۲۰۰۴   |
| ۱۹۸۳۰۰ | 2004 TQ323       | ۱۱ اکتبر ۲۰۰۴   |
| ۱۹۸۳۰۱ | 2004 TR323       | ۱۱ اکتبر ۲۰۰۴   |
| ۱۹۸۳۰۲ | 2004 TW324       | ۱۲ اکتبر ۲۰۰۴   |
| ۱۹۸۳۰۳ | 2004 TX324       | ۱۲ اکتبر ۲۰۰۴   |
| ۱۹۸۳۰۴ | 2004 TC325       | ۱۲ اکتبر ۲۰۰۴   |
| ۱۹۸۳۰۵ | 2004 TK328       | ۴ اکتبر ۲۰۰۴    |
| ۱۹۸۳۰۶ | 2004 TX328       | ۴ اکتبر ۲۰۰۴    |
| ۱۹۸۳۰۷ | 2004 TT330       | ۹ اکتبر ۲۰۰۴    |
| ۱۹۸۳۰۸ | 2004 TQ332       | ۹ اکتبر ۲۰۰۴    |
| ۱۹۸۳۰۹ | 2004 TW333       | ۹ اکتبر ۲۰۰۴    |
| ۱۹۸۳۱۰ | 2004 TX333       | ۹ اکتبر ۲۰۰۴    |
| ۱۹۸۳۱۱ | 2004 TS335       | ۱۰ اکتبر ۲۰۰۴   |
| ۱۹۸۳۱۲ | 2004 TZ335       | ۱۰ اکتبر ۲۰۰۴   |
| ۱۹۸۳۱۳ | 2004 TE336       | ۱۰ اکتبر ۲۰۰۴   |
| ۱۹۸۳۱۴ | 2004 TN336       | ۱۰ اکتبر ۲۰۰۴   |
| ۱۹۸۳۱۵ | 2004 TC339       | ۱۲ اکتبر ۲۰۰۴   |
| ۱۹۸۳۱۶ | 2004 TU339       | ۱۳ اکتبر ۲۰۰۴   |
| ۱۹۸۳۱۷ | 2004 TX339       | ۱۳ اکتبر ۲۰۰۴   |
| ۱۹۸۳۱۸ | 2004 TJ342       | ۱۳ اکتبر ۲۰۰۴   |
| ۱۹۸۳۱۹ | 2004 TW342       | ۱۳ اکتبر ۲۰۰۴   |
| ۱۹۸۳۲۰ | 2004 TY346       | ۱۵ اکتبر ۲۰۰۴   |
| ۱۹۸۳۲۱ | 2004 TO348       | ۷ اکتبر ۲۰۰۴    |
| ۱۹۸۳۲۲ | 2004 TT349       | ۹ اکتبر ۲۰۰۴    |
| ۱۹۸۳۲۳ | 2004 TE355       | ۷ اکتبر ۲۰۰۴    |
| ۱۹۸۳۲۴ | 2004 TG355       | ۷ اکتبر ۲۰۰۴    |
| ۱۹۸۳۲۵ | 2004 TM356       | ۱۴ اکتبر ۲۰۰۴   |
| ۱۹۸۳۲۶ | 2004 TX358       | ۶ اکتبر ۲۰۰۴    |
| ۱۹۸۳۲۷ | 2004 TR359       | ۹ اکتبر ۲۰۰۴    |
| ۱۹۸۳۲۸ | 2004 TC361       | ۱۲ اکتبر ۲۰۰۴   |
| ۱۹۸۳۲۹ | 2004 TJ361       | ۱۳ اکتبر ۲۰۰۴   |
| ۱۹۸۳۳۰ | 2004 TJ366       | ۹ اکتبر ۲۰۰۴    |
| ۱۹۸۳۳۱ | 2004 TS366       | ۹ اکتبر ۲۰۰۴    |
| ۱۹۸۳۳۲ | 2004 TZ367       | ۶ اکتبر ۲۰۰۴    |
| ۱۹۸۳۳۲ | 2004 UA          | ۱۶ اکتبر ۲۰۰۴   |
| ۱۹۸۳۳۴ | 2004 UQ1         | ۲۳ اکتبر ۲۰۰۴   |
| ۱۹۸۳۳۵ | 2004 UP2         | ۱۸ اکتبر ۲۰۰۴   |
| ۱۹۸۳۳۶ | 2004 UR3         | ۱۹ اکتبر ۲۰۰۴   |
| ۱۹۸۳۳۷ | 2004 UE4         | ۱۶ اکتبر ۲۰۰۴   |
| ۱۹۸۳۳۸ | 2004 UB5         | ۱۸ اکتبر ۲۰۰۴   |
| ۱۹۸۳۳۹ | 2004 UW5         | ۲۰ اکتبر ۲۰۰۴   |
| ۱۹۸۳۴۰ | 2004 UO6         | ۲۰ اکتبر ۲۰۰۴   |
| ۱۹۸۳۴۱ | 2004 UR8         | ۲۱ اکتبر ۲۰۰۴   |
| ۱۹۸۳۴۲ | 2004 UC9         | ۲۳ اکتبر ۲۰۰۴   |
| ۱۹۸۳۴۲ | 2004 VG          | ۲ نوامبر ۲۰۰۴   |
| ۱۹۸۳۴۲ | 2004 VU          | ۲ نوامبر ۲۰۰۴   |
| ۱۹۸۳۴۵ | 2004 VM2         | ۳ نوامبر ۲۰۰۴   |
| ۱۹۸۳۴۶ | 2004 VL3         | ۳ نوامبر ۲۰۰۴   |
| ۱۹۸۳۴۷ | 2004 VZ4         | ۳ نوامبر ۲۰۰۴   |
| ۱۹۸۳۴۸ | 2004 VA5         | ۳ نوامبر ۲۰۰۴   |
| ۱۹۸۳۴۹ | 2004 VD5         | ۳ نوامبر ۲۰۰۴   |
| ۱۹۸۳۵۰ | 2004 VA6         | ۳ نوامبر ۲۰۰۴   |
| ۱۹۸۳۵۱ | 2004 VD6         | ۳ نوامبر ۲۰۰۴   |
| ۱۹۸۳۵۲ | 2004 VZ6         | ۳ نوامبر ۲۰۰۴   |
| ۱۹۸۳۵۳ | 2004 VL8         | ۳ نوامبر ۲۰۰۴   |
| ۱۹۸۳۵۴ | 2004 VM8         | ۳ نوامبر ۲۰۰۴   |
| ۱۹۸۳۵۵ | 2004 VZ9         | ۳ نوامبر ۲۰۰۴   |
| ۱۹۸۳۵۶ | 2004 VC10        | ۳ نوامبر ۲۰۰۴   |
| ۱۹۸۳۵۷ | 2004 VG10        | ۳ نوامبر ۲۰۰۴   |
| ۱۹۸۳۵۸ | 2004 VR10        | ۳ نوامبر ۲۰۰۴   |
| ۱۹۸۳۵۹ | 2004 VS12        | ۳ نوامبر ۲۰۰۴   |
| ۱۹۸۳۶۰ | 2004 VX12        | ۳ نوامبر ۲۰۰۴   |
| ۱۹۸۳۶۱ | 2004 VF13        | ۳ نوامبر ۲۰۰۴   |
| ۱۹۸۳۶۲ | 2004 VW13        | ۳ نوامبر ۲۰۰۴   |
| ۱۹۸۳۶۳ | 2004 VF14        | ۴ نوامبر ۲۰۰۴   |
| ۱۹۸۳۶۴ | 2004 VM14        | ۴ نوامبر ۲۰۰۴   |
| ۱۹۸۳۶۵ | 2004 VJ15        | ۵ نوامبر ۲۰۰۴   |
| ۱۹۸۳۶۶ | 2004 VZ16        | ۴ نوامبر ۲۰۰۴   |
| ۱۹۸۳۶۷ | 2004 VP18        | ۴ نوامبر ۲۰۰۴   |
| ۱۹۸۳۶۸ | 2004 VV18        | ۴ نوامبر ۲۰۰۴   |
| ۱۹۸۳۶۹ | 2004 VR19        | ۴ نوامبر ۲۰۰۴   |
| ۱۹۸۳۷۰ | 2004 VS19        | ۴ نوامبر ۲۰۰۴   |
| ۱۹۸۳۷۱ | 2004 VQ20        | ۴ نوامبر ۲۰۰۴   |
| ۱۹۸۳۷۲ | 2004 VE21        | ۴ نوامبر ۲۰۰۴   |
| ۱۹۸۳۷۳ | 2004 VZ21        | ۴ نوامبر ۲۰۰۴   |
| ۱۹۸۳۷۴ | 2004 VA22        | ۴ نوامبر ۲۰۰۴   |
| ۱۹۸۳۷۵ | 2004 VG23        | ۵ نوامبر ۲۰۰۴   |
| ۱۹۸۳۷۶ | 2004 VB24        | ۵ نوامبر ۲۰۰۴   |
| ۱۹۸۳۷۷ | 2004 VQ25        | ۴ نوامبر ۲۰۰۴   |
| ۱۹۸۳۷۸ | 2004 VP27        | ۵ نوامبر ۲۰۰۴   |
| ۱۹۸۳۷۹ | 2004 VJ28        | ۷ نوامبر ۲۰۰۴   |
| ۱۹۸۳۸۰ | 2004 VT28        | ۸ نوامبر ۲۰۰۴   |
| ۱۹۸۳۸۱ | 2004 VB29        | ۳ نوامبر ۲۰۰۴   |
| ۱۹۸۳۸۲ | 2004 VM29        | ۳ نوامبر ۲۰۰۴   |
| ۱۹۸۳۸۳ | 2004 VR29        | ۳ نوامبر ۲۰۰۴   |
| ۱۹۸۳۸۴ | 2004 VD30        | ۳ نوامبر ۲۰۰۴   |
| ۱۹۸۳۸۵ | 2004 VW32        | ۳ نوامبر ۲۰۰۴   |
| ۱۹۸۳۸۶ | 2004 VB33        | ۳ نوامبر ۲۰۰۴   |
| ۱۹۸۳۸۷ | 2004 VL33        | ۳ نوامبر ۲۰۰۴   |
| ۱۹۸۳۸۸ | 2004 VQ33        | ۳ نوامبر ۲۰۰۴   |
| ۱۹۸۳۸۹ | 2004 VH34        | ۳ نوامبر ۲۰۰۴   |
| ۱۹۸۳۹۰ | 2004 VW38        | ۴ نوامبر ۲۰۰۴   |
| ۱۹۸۳۹۱ | 2004 VQ40        | ۴ نوامبر ۲۰۰۴   |
| ۱۹۸۳۹۲ | 2004 VE43        | ۴ نوامبر ۲۰۰۴   |
| ۱۹۸۳۹۳ | 2004 VE44        | ۴ نوامبر ۲۰۰۴   |
| ۱۹۸۳۹۴ | 2004 VF44        | ۴ نوامبر ۲۰۰۴   |
| ۱۹۸۳۹۵ | 2004 VL47        | ۴ نوامبر ۲۰۰۴   |
| ۱۹۸۳۹۶ | 2004 VV51        | ۴ نوامبر ۲۰۰۴   |
| ۱۹۸۳۹۷ | 2004 VG52        | ۴ نوامبر ۲۰۰۴   |
| ۱۹۸۳۹۸ | 2004 VR52        | ۴ نوامبر ۲۰۰۴   |
| ۱۹۸۳۹۹ | 2004 VT52        | ۴ نوامبر ۲۰۰۴   |
| ۱۹۸۴۰۰ | 2004 VA53        | ۵ نوامبر ۲۰۰۴   |
| ۱۹۸۴۰۱ | 2004 VB53        | ۵ نوامبر ۲۰۰۴   |
| ۱۹۸۴۰۲ | 2004 VL54        | ۴ نوامبر ۲۰۰۴   |
| ۱۹۸۴۰۳ | 2004 VA55        | ۹ نوامبر ۲۰۰۴   |
| ۱۹۸۴۰۴ | 2004 VW56        | ۴ نوامبر ۲۰۰۴   |
| ۱۹۸۴۰۵ | 2004 VY56        | ۴ نوامبر ۲۰۰۴   |
| ۱۹۸۴۰۶ | 2004 VZ56        | ۴ نوامبر ۲۰۰۴   |
| ۱۹۸۴۰۷ | 2004 VG58        | ۹ نوامبر ۲۰۰۴   |
| ۱۹۸۴۰۸ | 2004 VT59        | ۹ نوامبر ۲۰۰۴   |
| ۱۹۸۴۰۹ | 2004 VF62        | ۶ نوامبر ۲۰۰۴   |
| ۱۹۸۴۱۰ | 2004 VN62        | ۶ نوامبر ۲۰۰۴   |
| ۱۹۸۴۱۱ | 2004 VB63        | ۷ نوامبر ۲۰۰۴   |
| ۱۹۸۴۱۲ | 2004 VD63        | ۷ نوامبر ۲۰۰۴   |
| ۱۹۸۴۱۳ | 2004 VP63        | ۱۰ نوامبر ۲۰۰۴  |
| ۱۹۸۴۱۴ | 2004 VJ65        | ۱۰ نوامبر ۲۰۰۴  |
| ۱۹۸۴۱۵ | 2004 VE70        | ۳ نوامبر ۲۰۰۴   |
| ۱۹۸۴۱۶ | 2004 VU70        | ۷ نوامبر ۲۰۰۴   |
| ۱۹۸۴۱۷ | 2004 VF71        | ۹ نوامبر ۲۰۰۴   |
| ۱۹۸۴۱۸ | 2004 VH72        | ۴ نوامبر ۲۰۰۴   |
| ۱۹۸۴۱۹ | 2004 VA73        | ۵ نوامبر ۲۰۰۴   |
| ۱۹۸۴۲۰ | 2004 VL73        | ۵ نوامبر ۲۰۰۴   |
| ۱۹۸۴۲۱ | 2004 VM77        | ۱۲ نوامبر ۲۰۰۴  |
| ۱۹۸۴۲۲ | 2004 VV77        | ۱۲ نوامبر ۲۰۰۴  |
| ۱۹۸۴۲۳ | 2004 VK80        | ۳ نوامبر ۲۰۰۴   |
| ۱۹۸۴۲۴ | 2004 VL80        | ۳ نوامبر ۲۰۰۴   |
| ۱۹۸۴۲۵ | 2004 VT81        | ۴ نوامبر ۲۰۰۴   |
| ۱۹۸۴۲۶ | 2004 VR82        | ۹ نوامبر ۲۰۰۴   |
| ۱۹۸۴۲۷ | 2004 VW84        | ۱۰ نوامبر ۲۰۰۴  |
| ۱۹۸۴۲۸ | 2004 VX89        | ۱۱ نوامبر ۲۰۰۴  |
| ۱۹۸۴۲۹ | 2004 VC90        | ۱۱ نوامبر ۲۰۰۴  |
| ۱۹۸۴۳۰ | 2004 VB93        | ۹ نوامبر ۲۰۰۴   |
| ۱۹۸۴۳۱ | 2004 VG93        | ۹ نوامبر ۲۰۰۴   |
| ۱۹۸۴۳۲ | 2004 VL95        | ۱۰ نوامبر ۲۰۰۴  |
| ۱۹۸۴۳۳ | 2004 VZ110       | ۹ نوامبر ۲۰۰۴   |
| ۱۹۸۴۳۳ | 2004 WX          | ۱۷ نوامبر ۲۰۰۴  |
| ۱۹۸۴۳۵ | 2004 WN2         | ۱۹ نوامبر ۲۰۰۴  |
| ۱۹۸۴۳۶ | 2004 WH3         | ۱۷ نوامبر ۲۰۰۴  |
| ۱۹۸۴۳۷ | 2004 WV3         | ۱۷ نوامبر ۲۰۰۴  |
| ۱۹۸۴۳۸ | 2004 WA6         | ۱۹ نوامبر ۲۰۰۴  |
| ۱۹۸۴۳۹ | 2004 WT6         | ۱۹ نوامبر ۲۰۰۴  |
| ۱۹۸۴۴۰ | 2004 WV6         | ۱۹ نوامبر ۲۰۰۴  |
| ۱۹۸۴۴۱ | 2004 WK7         | ۱۹ نوامبر ۲۰۰۴  |
| ۱۹۸۴۴۲ | 2004 WR7         | ۱۹ نوامبر ۲۰۰۴  |
| ۱۹۸۴۴۳ | 2004 WC9         | ۱۹ نوامبر ۲۰۰۴  |
| ۱۹۸۴۴۴ | 2004 WX10        | ۲۰ نوامبر ۲۰۰۴  |
| ۱۹۸۴۴۵ | 2004 XD3         | ۳ دسامبر ۲۰۰۴   |
| ۱۹۸۴۴۶ | 2004 XS3         | ۴ دسامبر ۲۰۰۴   |
| ۱۹۸۴۴۷ | 2004 XB4         | ۲ دسامبر ۲۰۰۴   |
| ۱۹۸۴۴۸ | 2004 XV4         | ۲ دسامبر ۲۰۰۴   |
| ۱۹۸۴۴۹ | 2004 XM5         | ۳ دسامبر ۲۰۰۴   |
| ۱۹۸۴۵۰ | 2004 XG6         | ۹ دسامبر ۲۰۰۴   |
| ۱۹۸۴۵۱ | 2004 XX6         | ۲ دسامبر ۲۰۰۴   |
| ۱۹۸۴۵۲ | 2004 XH8         | ۲ دسامبر ۲۰۰۴   |
| ۱۹۸۴۵۳ | 2004 XL8         | ۲ دسامبر ۲۰۰۴   |
| ۱۹۸۴۵۴ | 2004 XP8         | ۲ دسامبر ۲۰۰۴   |
| ۱۹۸۴۵۵ | 2004 XU9         | ۲ دسامبر ۲۰۰۴   |
| ۱۹۸۴۵۶ | 2004 XJ10        | ۲ دسامبر ۲۰۰۴   |
| ۱۹۸۴۵۷ | 2004 XK12        | ۸ دسامبر ۲۰۰۴   |
| ۱۹۸۴۵۸ | 2004 XN12        | ۸ دسامبر ۲۰۰۴   |
| ۱۹۸۴۵۹ | 2004 XF13        | ۸ دسامبر ۲۰۰۴   |
| ۱۹۸۴۶۰ | 2004 XA16        | ۸ دسامبر ۲۰۰۴   |
| ۱۹۸۴۶۱ | 2004 XG16        | ۹ دسامبر ۲۰۰۴   |
| ۱۹۸۴۶۲ | 2004 XU17        | ۷ دسامبر ۲۰۰۴   |
| ۱۹۸۴۶۳ | 2004 XT19        | ۸ دسامبر ۲۰۰۴   |
| ۱۹۸۴۶۴ | 2004 XP21        | ۸ دسامبر ۲۰۰۴   |
| ۱۹۸۴۶۵ | 2004 XL22        | ۸ دسامبر ۲۰۰۴   |
| ۱۹۸۴۶۶ | 2004 XR22        | ۸ دسامبر ۲۰۰۴   |
| ۱۹۸۴۶۷ | 2004 XD24        | ۹ دسامبر ۲۰۰۴   |
| ۱۹۸۴۶۸ | 2004 XE24        | ۹ دسامبر ۲۰۰۴   |
| ۱۹۸۴۶۹ | 2004 XT24        | ۹ دسامبر ۲۰۰۴   |
| ۱۹۸۴۷۰ | 2004 XW25        | ۹ دسامبر ۲۰۰۴   |
| ۱۹۸۴۷۱ | 2004 XD27        | ۱۰ دسامبر ۲۰۰۴  |
| ۱۹۸۴۷۲ | 2004 XG32        | ۱۰ دسامبر ۲۰۰۴  |
| ۱۹۸۴۷۳ | 2004 XK33        | ۱۰ دسامبر ۲۰۰۴  |
| ۱۹۸۴۷۴ | 2004 XO36        | ۱۰ دسامبر ۲۰۰۴  |
| ۱۹۸۴۷۵ | 2004 XK37        | ۱۱ دسامبر ۲۰۰۴  |
| ۱۹۸۴۷۶ | 2004 XE38        | ۷ دسامبر ۲۰۰۴   |
| ۱۹۸۴۷۷ | 2004 XH38        | ۷ دسامبر ۲۰۰۴   |
| ۱۹۸۴۷۸ | 2004 XP38        | ۷ دسامبر ۲۰۰۴   |
| ۱۹۸۴۷۹ | 2004 XD39        | ۷ دسامبر ۲۰۰۴   |
| ۱۹۸۴۸۰ | 2004 XW40        | ۱۱ دسامبر ۲۰۰۴  |
| ۱۹۸۴۸۱ | 2004 XV41        | ۹ دسامبر ۲۰۰۴   |
| ۱۹۸۴۸۲ | 2004 XK42        | ۲ دسامبر ۲۰۰۴   |
| ۱۹۸۴۸۳ | 2004 XU47        | ۹ دسامبر ۲۰۰۴   |
| ۱۹۸۴۸۴ | 2004 XS48        | ۱۰ دسامبر ۲۰۰۴  |
| ۱۹۸۴۸۵ | 2004 XD49        | ۱۱ دسامبر ۲۰۰۴  |
| ۱۹۸۴۸۶ | 2004 XV51        | ۱۱ دسامبر ۲۰۰۴  |
| ۱۹۸۴۸۷ | 2004 XP57        | ۱۰ دسامبر ۲۰۰۴  |
| ۱۹۸۴۸۸ | 2004 XT57        | ۱۰ دسامبر ۲۰۰۴  |
| ۱۹۸۴۸۹ | 2004 XD59        | ۱۰ دسامبر ۲۰۰۴  |
| ۱۹۸۴۹۰ | 2004 XS59        | ۱۱ دسامبر ۲۰۰۴  |
| ۱۹۸۴۹۱ | 2004 XD62        | ۱۳ دسامبر ۲۰۰۴  |
| ۱۹۸۴۹۲ | 2004 XU62        | ۱۰ دسامبر ۲۰۰۴  |
| ۱۹۸۴۹۳ | 2004 XD65        | ۲ دسامبر ۲۰۰۴   |
| ۱۹۸۴۹۴ | 2004 XR66        | ۳ دسامبر ۲۰۰۴   |
| ۱۹۸۴۹۵ | 2004 XP69        | ۱۰ دسامبر ۲۰۰۴  |
| ۱۹۸۴۹۶ | 2004 XV72        | ۹ دسامبر ۲۰۰۴   |
| ۱۹۸۴۹۷ | 2004 XA73        | ۹ دسامبر ۲۰۰۴   |
| ۱۹۸۴۹۸ | 2004 XD73        | ۱۰ دسامبر ۲۰۰۴  |
| ۱۹۸۴۹۹ | 2004 XJ73        | ۱۰ دسامبر ۲۰۰۴  |
| ۱۹۸۵۰۰ | 2004 XN73        | ۱۰ دسامبر ۲۰۰۴  |
| ۱۹۸۵۰۱ | 2004 XN74        | ۸ دسامبر ۲۰۰۴   |
| ۱۹۸۵۰۲ | 2004 XP76        | ۱۰ دسامبر ۲۰۰۴  |
| ۱۹۸۵۰۳ | 2004 XC77        | ۱۰ دسامبر ۲۰۰۴  |
| ۱۹۸۵۰۴ | 2004 XG77        | ۱۰ دسامبر ۲۰۰۴  |
| ۱۹۸۵۰۵ | 2004 XP77        | ۱۰ دسامبر ۲۰۰۴  |
| ۱۹۸۵۰۶ | 2004 XG78        | ۱۰ دسامبر ۲۰۰۴  |
| ۱۹۸۵۰۷ | 2004 XK81        | ۱۰ دسامبر ۲۰۰۴  |
| ۱۹۸۵۰۸ | 2004 XY81        | ۱۰ دسامبر ۲۰۰۴  |
| ۱۹۸۵۰۹ | 2004 XL82        | ۱۱ دسامبر ۲۰۰۴  |
| ۱۹۸۵۱۰ | 2004 XZ82        | ۱۱ دسامبر ۲۰۰۴  |
| ۱۹۸۵۱۱ | 2004 XK84        | ۱۲ دسامبر ۲۰۰۴  |
| ۱۹۸۵۱۲ | 2004 XF85        | ۱۲ دسامبر ۲۰۰۴  |
| ۱۹۸۵۱۳ | 2004 XK87        | ۹ دسامبر ۲۰۰۴   |
| ۱۹۸۵۱۴ | 2004 XW87        | ۹ دسامبر ۲۰۰۴   |
| ۱۹۸۵۱۵ | 2004 XY88        | ۱۰ دسامبر ۲۰۰۴  |
| ۱۹۸۵۱۶ | 2004 XC89        | ۱۰ دسامبر ۲۰۰۴  |
| ۱۹۸۵۱۷ | 2004 XG92        | ۱۱ دسامبر ۲۰۰۴  |
| ۱۹۸۵۱۸ | 2004 XG96        | ۱۱ دسامبر ۲۰۰۴  |
| ۱۹۸۵۱۹ | 2004 XY96        | ۱۱ دسامبر ۲۰۰۴  |
| ۱۹۸۵۲۰ | 2004 XZ96        | ۱۱ دسامبر ۲۰۰۴  |
| ۱۹۸۵۲۱ | 2004 XX97        | ۱۱ دسامبر ۲۰۰۴  |
| ۱۹۸۵۲۲ | 2004 XF98        | ۱۱ دسامبر ۲۰۰۴  |
| ۱۹۸۵۲۳ | 2004 XX100       | ۱۴ دسامبر ۲۰۰۴  |
| ۱۹۸۵۲۴ | 2004 XN101       | ۱۴ دسامبر ۲۰۰۴  |
| ۱۹۸۵۲۵ | 2004 XJ103       | ۱۴ دسامبر ۲۰۰۴  |
| ۱۹۸۵۲۶ | 2004 XO103       | ۹ دسامبر ۲۰۰۴   |
| ۱۹۸۵۲۷ | 2004 XA104       | ۹ دسامبر ۲۰۰۴   |
| ۱۹۸۵۲۸ | 2004 XJ105       | ۱۱ دسامبر ۲۰۰۴  |
| ۱۹۸۵۲۹ | 2004 XY105       | ۱۱ دسامبر ۲۰۰۴  |
| ۱۹۸۵۳۰ | 2004 XJ106       | ۱۱ دسامبر ۲۰۰۴  |
| ۱۹۸۵۳۱ | 2004 XM106       | ۱۱ دسامبر ۲۰۰۴  |
| ۱۹۸۵۳۲ | 2004 XS106       | ۱۱ دسامبر ۲۰۰۴  |
| ۱۹۸۵۳۳ | 2004 XU106       | ۱۱ دسامبر ۲۰۰۴  |
| ۱۹۸۵۳۴ | 2004 XV107       | ۱۱ دسامبر ۲۰۰۴  |
| ۱۹۸۵۳۵ | 2004 XB109       | ۱۲ دسامبر ۲۰۰۴  |
| ۱۹۸۵۳۶ | 2004 XW110       | ۱۴ دسامبر ۲۰۰۴  |
| ۱۹۸۵۳۷ | 2004 XR111       | ۱۴ دسامبر ۲۰۰۴  |
| ۱۹۸۵۳۸ | 2004 XT119       | ۱۲ دسامبر ۲۰۰۴  |
| ۱۹۸۵۳۹ | 2004 XJ121       | ۱۴ دسامبر ۲۰۰۴  |
| ۱۹۸۵۴۰ | 2004 XK122       | ۹ دسامبر ۲۰۰۴   |
| ۱۹۸۵۴۱ | 2004 XD123       | ۱۰ دسامبر ۲۰۰۴  |
| ۱۹۸۵۴۲ | 2004 XB124       | ۱۰ دسامبر ۲۰۰۴  |
| ۱۹۸۵۴۳ | 2004 XG126       | ۱۲ دسامبر ۲۰۰۴  |
| ۱۹۸۵۴۴ | 2004 XO126       | ۱۳ دسامبر ۲۰۰۴  |
| ۱۹۸۵۴۵ | 2004 XR131       | ۱۱ دسامبر ۲۰۰۴  |
| ۱۹۸۵۴۶ | 2004 XS131       | ۱۱ دسامبر ۲۰۰۴  |
| ۱۹۸۵۴۷ | 2004 XZ131       | ۱۱ دسامبر ۲۰۰۴  |
| ۱۹۸۵۴۸ | 2004 XB132       | ۱۱ دسامبر ۲۰۰۴  |
| ۱۹۸۵۴۹ | 2004 XB133       | ۱۴ دسامبر ۲۰۰۴  |
| ۱۹۸۵۵۰ | 2004 XL133       | ۱۵ دسامبر ۲۰۰۴  |
| ۱۹۸۵۵۱ | 2004 XN133       | ۱۵ دسامبر ۲۰۰۴  |
| ۱۹۸۵۵۲ | 2004 XP134       | ۱۵ دسامبر ۲۰۰۴  |
| ۱۹۸۵۵۳ | 2004 XP136       | ۱۵ دسامبر ۲۰۰۴  |
| ۱۹۸۵۵۴ | 2004 XV136       | ۱۵ دسامبر ۲۰۰۴  |
| ۱۹۸۵۵۵ | 2004 XU144       | ۱۳ دسامبر ۲۰۰۴  |
| ۱۹۸۵۵۶ | 2004 XE145       | ۱۳ دسامبر ۲۰۰۴  |
| ۱۹۸۵۵۷ | 2004 XB146       | ۱۴ دسامبر ۲۰۰۴  |
| ۱۹۸۵۵۸ | 2004 XE148       | ۱۴ دسامبر ۲۰۰۴  |
| ۱۹۸۵۵۹ | 2004 XF148       | ۱۴ دسامبر ۲۰۰۴  |
| ۱۹۸۵۶۰ | 2004 XA149       | ۱۴ دسامبر ۲۰۰۴  |
| ۱۹۸۵۶۱ | 2004 XX151       | ۱۵ دسامبر ۲۰۰۴  |
| ۱۹۸۵۶۲ | 2004 XQ153       | ۱۵ دسامبر ۲۰۰۴  |
| ۱۹۸۵۶۳ | 2004 XY155       | ۱۴ دسامبر ۲۰۰۴  |
| ۱۹۸۵۶۴ | 2004 XB158       | ۱۴ دسامبر ۲۰۰۴  |
| ۱۹۸۵۶۵ | 2004 XU161       | ۱۵ دسامبر ۲۰۰۴  |
| ۱۹۸۵۶۶ | 2004 XB162       | ۱۵ دسامبر ۲۰۰۴  |
| ۱۹۸۵۶۷ | 2004 XK162       | ۱۵ دسامبر ۲۰۰۴  |
| ۱۹۸۵۶۸ | 2004 XF164       | ۳ دسامبر ۲۰۰۴   |
| ۱۹۸۵۶۹ | 2004 XE168       | ۳ دسامبر ۲۰۰۴   |
| ۱۹۸۵۷۰ | 2004 XW171       | ۱۰ دسامبر ۲۰۰۴  |
| ۱۹۸۵۷۱ | 2004 XP172       | ۱۰ دسامبر ۲۰۰۴  |
| ۱۹۸۵۷۲ | 2004 XA177       | ۱۱ دسامبر ۲۰۰۴  |
| ۱۹۸۵۷۳ | 2004 XX177       | ۱۲ دسامبر ۲۰۰۴  |
| ۱۹۸۵۷۴ | 2004 XK182       | ۱ دسامبر ۲۰۰۴   |
| ۱۹۸۵۷۴ | 2004 YM          | ۱۷ دسامبر ۲۰۰۴  |
| ۱۹۸۵۷۶ | 2004 YU3         | ۱۶ دسامبر ۲۰۰۴  |
| ۱۹۸۵۷۷ | 2004 YG4         | ۱۶ دسامبر ۲۰۰۴  |
| ۱۹۸۵۷۸ | 2004 YX7         | ۱۸ دسامبر ۲۰۰۴  |
| ۱۹۸۵۷۹ | 2004 YR11        | ۱۸ دسامبر ۲۰۰۴  |
| ۱۹۸۵۸۰ | 2004 YV11        | ۱۸ دسامبر ۲۰۰۴  |
| ۱۹۸۵۸۱ | 2004 YR12        | ۱۸ دسامبر ۲۰۰۴  |
| ۱۹۸۵۸۲ | 2004 YT13        | ۱۸ دسامبر ۲۰۰۴  |
| ۱۹۸۵۸۳ | 2004 YQ20        | ۱۸ دسامبر ۲۰۰۴  |
| ۱۹۸۵۸۴ | 2004 YQ21        | ۱۸ دسامبر ۲۰۰۴  |
| ۱۹۸۵۸۵ | 2004 YR29        | ۱۶ دسامبر ۲۰۰۴  |
| ۱۹۸۵۸۶ | 2004 YQ31        | ۱۹ دسامبر ۲۰۰۴  |
| ۱۹۸۵۸۷ | 2004 YD32        | ۱۷ دسامبر ۲۰۰۴  |
| ۱۹۸۵۸۸ | 2004 YP32        | ۲۱ دسامبر ۲۰۰۴  |
| ۱۹۸۵۸۹ | 2004 YQ33        | ۱۶ دسامبر ۲۰۰۴  |
| ۱۹۸۵۹۰ | 2004 YV34        | ۱۸ دسامبر ۲۰۰۴  |
| ۱۹۸۵۹۱ | 2004 YB35        | ۱۹ دسامبر ۲۰۰۴  |
| ۱۹۸۵۹۲ | Antbernal        | ۳ ژانویه ۲۰۰۵   |
| ۱۹۸۵۹۳ | 2005 AK1         | ۱ ژانویه ۲۰۰۵   |
| ۱۹۸۵۹۴ | 2005 AR1         | ۱ ژانویه ۲۰۰۵   |
| ۱۹۸۵۹۵ | 2005 AD5         | ۶ ژانویه ۲۰۰۵   |
| ۱۹۸۵۹۶ | 2005 AR5         | ۶ ژانویه ۲۰۰۵   |
| ۱۹۸۵۹۷ | 2005 AU5         | ۶ ژانویه ۲۰۰۵   |
| ۱۹۸۵۹۸ | 2005 AD6         | ۶ ژانویه ۲۰۰۵   |
| ۱۹۸۵۹۹ | 2005 AE7         | ۶ ژانویه ۲۰۰۵   |
| ۱۹۸۶۰۰ | 2005 AJ7         | ۶ ژانویه ۲۰۰۵   |
| ۱۹۸۶۰۱ | 2005 AE11        | ۱ ژانویه ۲۰۰۵   |
| ۱۹۸۶۰۲ | 2005 AG11        | ۱ ژانویه ۲۰۰۵   |
| ۱۹۸۶۰۳ | 2005 AY15        | ۶ ژانویه ۲۰۰۵   |
| ۱۹۸۶۰۴ | 2005 AT18        | ۸ ژانویه ۲۰۰۵   |
| ۱۹۸۶۰۵ | 2005 AM19        | ۱۱ ژانویه ۲۰۰۵  |
| ۱۹۸۶۰۶ | 2005 AF22        | ۷ ژانویه ۲۰۰۵   |
| ۱۹۸۶۰۷ | 2005 AL22        | ۷ ژانویه ۲۰۰۵   |
| ۱۹۸۶۰۸ | 2005 AH23        | ۷ ژانویه ۲۰۰۵   |
| ۱۹۸۶۰۹ | 2005 AJ23        | ۷ ژانویه ۲۰۰۵   |
| ۱۹۸۶۱۰ | 2005 AN23        | ۷ ژانویه ۲۰۰۵   |
| ۱۹۸۶۱۱ | 2005 AJ24        | ۷ ژانویه ۲۰۰۵   |
| ۱۹۸۶۱۲ | 2005 AK24        | ۷ ژانویه ۲۰۰۵   |
| ۱۹۸۶۱۳ | 2005 AU24        | ۷ ژانویه ۲۰۰۵   |
| ۱۹۸۶۱۴ | 2005 AO26        | ۱۳ ژانویه ۲۰۰۵  |
| ۱۹۸۶۱۵ | 2005 AY26        | ۱۳ ژانویه ۲۰۰۵  |
| ۱۹۸۶۱۶ | 2005 AF29        | ۱۴ ژانویه ۲۰۰۵  |
| ۱۹۸۶۱۷ | 2005 AU31        | ۱۱ ژانویه ۲۰۰۵  |
| ۱۹۸۶۱۸ | 2005 AA33        | ۱۲ ژانویه ۲۰۰۵  |
| ۱۹۸۶۱۹ | 2005 AD33        | ۱۲ ژانویه ۲۰۰۵  |
| ۱۹۸۶۲۰ | 2005 AJ36        | ۱۳ ژانویه ۲۰۰۵  |
| ۱۹۸۶۲۱ | 2005 AJ41        | ۱۵ ژانویه ۲۰۰۵  |
| ۱۹۸۶۲۲ | 2005 AU41        | ۱۵ ژانویه ۲۰۰۵  |
| ۱۹۸۶۲۳ | 2005 AB42        | ۱۵ ژانویه ۲۰۰۵  |
| ۱۹۸۶۲۴ | 2005 AE42        | ۱۵ ژانویه ۲۰۰۵  |
| ۱۹۸۶۲۵ | 2005 AA46        | ۱۵ ژانویه ۲۰۰۵  |
| ۱۹۸۶۲۶ | 2005 AQ46        | ۱۱ ژانویه ۲۰۰۵  |
| ۱۹۸۶۲۷ | 2005 AE47        | ۱۲ ژانویه ۲۰۰۵  |
| ۱۹۸۶۲۸ | 2005 AH47        | ۱۳ ژانویه ۲۰۰۵  |
| ۱۹۸۶۲۹ | 2005 AM50        | ۱۳ ژانویه ۲۰۰۵  |
| ۱۹۸۶۳۰ | 2005 AR51        | ۱۳ ژانویه ۲۰۰۵  |
| ۱۹۸۶۳۱ | 2005 AW51        | ۱۳ ژانویه ۲۰۰۵  |
| ۱۹۸۶۳۲ | 2005 AQ52        | ۱۳ ژانویه ۲۰۰۵  |
| ۱۹۸۶۳۳ | 2005 AG54        | ۱۳ ژانویه ۲۰۰۵  |
| ۱۹۸۶۳۴ | 2005 AN54        | ۱۵ ژانویه ۲۰۰۵  |
| ۱۹۸۶۳۵ | 2005 AT54        | ۱۵ ژانویه ۲۰۰۵  |
| ۱۹۸۶۳۶ | 2005 AM57        | ۱۵ ژانویه ۲۰۰۵  |
| ۱۹۸۶۳۷ | 2005 AN57        | ۱۵ ژانویه ۲۰۰۵  |
| ۱۹۸۶۳۸ | 2005 AL60        | ۱۵ ژانویه ۲۰۰۵  |
| ۱۹۸۶۳۹ | 2005 AU60        | ۱۵ ژانویه ۲۰۰۵  |
| ۱۹۸۶۴۰ | 2005 AC62        | ۱۵ ژانویه ۲۰۰۵  |
| ۱۹۸۶۴۱ | 2005 AD65        | ۱۳ ژانویه ۲۰۰۵  |
| ۱۹۸۶۴۲ | 2005 AY65        | ۱۳ ژانویه ۲۰۰۵  |
| ۱۹۸۶۴۳ | 2005 AO71        | ۱۵ ژانویه ۲۰۰۵  |
| ۱۹۸۶۴۴ | 2005 AA76        | ۱۵ ژانویه ۲۰۰۵  |
| ۱۹۸۶۴۵ | 2005 AJ76        | ۱۵ ژانویه ۲۰۰۵  |
| ۱۹۸۶۴۶ | 2005 AV78        | ۱۵ ژانویه ۲۰۰۵  |
| ۱۹۸۶۴۷ | 2005 AS79        | ۱۵ ژانویه ۲۰۰۵  |
| ۱۹۸۶۴۸ | 2005 AK80        | ۱۵ ژانویه ۲۰۰۵  |
| ۱۹۸۶۴۹ | 2005 BY3         | ۱۶ ژانویه ۲۰۰۵  |
| ۱۹۸۶۵۰ | 2005 BR4         | ۱۶ ژانویه ۲۰۰۵  |
| ۱۹۸۶۵۱ | 2005 BR8         | ۱۶ ژانویه ۲۰۰۵  |
| ۱۹۸۶۵۲ | 2005 BS9         | ۱۶ ژانویه ۲۰۰۵  |
| ۱۹۸۶۵۳ | 2005 BY9         | ۱۶ ژانویه ۲۰۰۵  |
| ۱۹۸۶۵۴ | 2005 BL10        | ۱۶ ژانویه ۲۰۰۵  |
| ۱۹۸۶۵۵ | 2005 BV10        | ۱۶ ژانویه ۲۰۰۵  |
| ۱۹۸۶۵۶ | 2005 BH13        | ۱۷ ژانویه ۲۰۰۵  |
| ۱۹۸۶۵۷ | 2005 BF16        | ۱۶ ژانویه ۲۰۰۵  |
| ۱۹۸۶۵۸ | 2005 BT16        | ۱۶ ژانویه ۲۰۰۵  |
| ۱۹۸۶۵۹ | 2005 BH18        | ۱۶ ژانویه ۲۰۰۵  |
| ۱۹۸۶۶۰ | 2005 BW18        | ۱۶ ژانویه ۲۰۰۵  |
| ۱۹۸۶۶۱ | 2005 BZ18        | ۱۶ ژانویه ۲۰۰۵  |
| ۱۹۸۶۶۲ | 2005 BB20        | ۱۶ ژانویه ۲۰۰۵  |
| ۱۹۸۶۶۳ | 2005 BA22        | ۱۶ ژانویه ۲۰۰۵  |
| ۱۹۸۶۶۴ | 2005 BE23        | ۱۶ ژانویه ۲۰۰۵  |
| ۱۹۸۶۶۵ | 2005 BK23        | ۱۶ ژانویه ۲۰۰۵  |
| ۱۹۸۶۶۶ | 2005 BN23        | ۱۶ ژانویه ۲۰۰۵  |
| ۱۹۸۶۶۷ | 2005 BQ24        | ۱۷ ژانویه ۲۰۰۵  |
| ۱۹۸۶۶۸ | 2005 BV25        | ۱۸ ژانویه ۲۰۰۵  |
| ۱۹۸۶۶۹ | 2005 BA26        | ۱۸ ژانویه ۲۰۰۵  |
| ۱۹۸۶۷۰ | 2005 BJ28        | ۳۱ ژانویه ۲۰۰۵  |
| ۱۹۸۶۷۱ | 2005 BK28        | ۳۱ ژانویه ۲۰۰۵  |
| ۱۹۸۶۷۲ | 2005 BJ42        | ۱۶ ژانویه ۲۰۰۵  |
| ۱۹۸۶۷۳ | 2005 BG44        | ۱۹ ژانویه ۲۰۰۵  |
| ۱۹۸۶۷۴ | 2005 CU1         | ۱ فوریه ۲۰۰۵    |
| ۱۹۸۶۷۵ | 2005 CY2         | ۱ فوریه ۲۰۰۵    |
| ۱۹۸۶۷۶ | 2005 CW4         | ۱ فوریه ۲۰۰۵    |
| ۱۹۸۶۷۷ | 2005 CE5         | ۱ فوریه ۲۰۰۵    |
| ۱۹۸۶۷۸ | 2005 CN5         | ۱ فوریه ۲۰۰۵    |
| ۱۹۸۶۷۹ | 2005 CM6         | ۱ فوریه ۲۰۰۵    |
| ۱۹۸۶۸۰ | 2005 CN6         | ۱ فوریه ۲۰۰۵    |
| ۱۹۸۶۸۱ | 2005 CC8         | ۱ فوریه ۲۰۰۵    |
| ۱۹۸۶۸۲ | 2005 CL8         | ۱ فوریه ۲۰۰۵    |
| ۱۹۸۶۸۳ | 2005 CC10        | ۱ فوریه ۲۰۰۵    |
| ۱۹۸۶۸۴ | 2005 CY11        | ۱ فوریه ۲۰۰۵    |
| ۱۹۸۶۸۵ | 2005 CH12        | ۱ فوریه ۲۰۰۵    |
| ۱۹۸۶۸۶ | 2005 CY12        | ۲ فوریه ۲۰۰۵    |
| ۱۹۸۶۸۷ | 2005 CH15        | ۲ فوریه ۲۰۰۵    |
| ۱۹۸۶۸۸ | 2005 CJ18        | ۲ فوریه ۲۰۰۵    |
| ۱۹۸۶۸۹ | 2005 CO19        | ۲ فوریه ۲۰۰۵    |
| ۱۹۸۶۹۰ | 2005 CX19        | ۲ فوریه ۲۰۰۵    |
| ۱۹۸۶۹۱ | 2005 CH20        | ۲ فوریه ۲۰۰۵    |
| ۱۹۸۶۹۲ | 2005 CT20        | ۲ فوریه ۲۰۰۵    |
| ۱۹۸۶۹۳ | 2005 CA22        | ۳ فوریه ۲۰۰۵    |
| ۱۹۸۶۹۴ | 2005 CR22        | ۱ فوریه ۲۰۰۵    |
| ۱۹۸۶۹۵ | 2005 CX22        | ۱ فوریه ۲۰۰۵    |
| ۱۹۸۶۹۶ | 2005 CT23        | ۲ فوریه ۲۰۰۵    |
| ۱۹۸۶۹۷ | 2005 CT24        | ۴ فوریه ۲۰۰۵    |
| ۱۹۸۶۹۸ | 2005 CU24        | ۴ فوریه ۲۰۰۵    |
| ۱۹۸۶۹۹ | 2005 CC25        | ۴ فوریه ۲۰۰۵    |
| ۱۹۸۷۰۰ | Nataliegrunewald | ۵ فوریه ۲۰۰۵    |
| ۱۹۸۷۰۱ | 2005 CC26        | ۱ فوریه ۲۰۰۵    |
| ۱۹۸۷۰۲ | 2005 CE26        | ۱ فوریه ۲۰۰۵    |
| ۱۹۸۷۰۳ | 2005 CF26        | ۱ فوریه ۲۰۰۵    |
| ۱۹۸۷۰۴ | 2005 CB38        | ۳ فوریه ۲۰۰۵    |
| ۱۹۸۷۰۵ | 2005 CK43        | ۲ فوریه ۲۰۰۵    |
| ۱۹۸۷۰۶ | 2005 CA47        | ۲ فوریه ۲۰۰۵    |
| ۱۹۸۷۰۷ | 2005 CF48        | ۲ فوریه ۲۰۰۵    |
| ۱۹۸۷۰۸ | 2005 CY48        | ۲ فوریه ۲۰۰۵    |
| ۱۹۸۷۰۹ | 2005 CC49        | ۲ فوریه ۲۰۰۵    |
| ۱۹۸۷۱۰ | 2005 CN49        | ۲ فوریه ۲۰۰۵    |
| ۱۹۸۷۱۱ | 2005 CM50        | ۲ فوریه ۲۰۰۵    |
| ۱۹۸۷۱۲ | 2005 CS51        | ۲ فوریه ۲۰۰۵    |
| ۱۹۸۷۱۳ | 2005 CA54        | ۴ فوریه ۲۰۰۵    |
| ۱۹۸۷۱۴ | 2005 CT56        | ۲ فوریه ۲۰۰۵    |
| ۱۹۸۷۱۵ | 2005 CD58        | ۲ فوریه ۲۰۰۵    |
| ۱۹۸۷۱۶ | 2005 CR58        | ۲ فوریه ۲۰۰۵    |
| ۱۹۸۷۱۷ | 2005 CM61        | ۱۳ فوریه ۲۰۰۵   |
| ۱۹۸۷۱۸ | 2005 CC64        | ۹ فوریه ۲۰۰۵    |
| ۱۹۸۷۱۹ | 2005 CP64        | ۹ فوریه ۲۰۰۵    |
| ۱۹۸۷۲۰ | 2005 CN72        | ۱ فوریه ۲۰۰۵    |
| ۱۹۸۷۲۱ | 2005 CR74        | ۲ فوریه ۲۰۰۵    |
| ۱۹۸۷۲۲ | 2005 CU78        | ۹ فوریه ۲۰۰۵    |
| ۱۹۸۷۲۳ | 2005 EV4         | ۱ مارس ۲۰۰۵     |
| ۱۹۸۷۲۴ | 2005 EH5         | ۱ مارس ۲۰۰۵     |
| ۱۹۸۷۲۵ | 2005 EY12        | ۲ مارس ۲۰۰۵     |
| ۱۹۸۷۲۶ | 2005 EP18        | ۳ مارس ۲۰۰۵     |
| ۱۹۸۷۲۷ | 2005 EF21        | ۳ مارس ۲۰۰۵     |
| ۱۹۸۷۲۸ | 2005 EG21        | ۳ مارس ۲۰۰۵     |
| ۱۹۸۷۲۹ | 2005 EE23        | ۳ مارس ۲۰۰۵     |
| ۱۹۸۷۳۰ | 2005 EF23        | ۳ مارس ۲۰۰۵     |
| ۱۹۸۷۳۱ | 2005 EM23        | ۳ مارس ۲۰۰۵     |
| ۱۹۸۷۳۲ | 2005 EQ23        | ۳ مارس ۲۰۰۵     |
| ۱۹۸۷۳۳ | 2005 EV23        | ۳ مارس ۲۰۰۵     |
| ۱۹۸۷۳۴ | 2005 EM24        | ۳ مارس ۲۰۰۵     |
| ۱۹۸۷۳۵ | 2005 EC25        | ۳ مارس ۲۰۰۵     |
| ۱۹۸۷۳۶ | 2005 EB28        | ۳ مارس ۲۰۰۵     |
| ۱۹۸۷۳۷ | 2005 EW28        | ۳ مارس ۲۰۰۵     |
| ۱۹۸۷۳۸ | 2005 EO29        | ۳ مارس ۲۰۰۵     |
| ۱۹۸۷۳۹ | 2005 EN32        | ۳ مارس ۲۰۰۵     |
| ۱۹۸۷۴۰ | 2005 EK34        | ۳ مارس ۲۰۰۵     |
| ۱۹۸۷۴۱ | 2005 EY34        | ۳ مارس ۲۰۰۵     |
| ۱۹۸۷۴۲ | 2005 EN35        | ۴ مارس ۲۰۰۵     |
| ۱۹۸۷۴۳ | 2005 EX36        | ۴ مارس ۲۰۰۵     |
| ۱۹۸۷۴۴ | 2005 EM42        | ۲ مارس ۲۰۰۵     |
| ۱۹۸۷۴۵ | 2005 EC48        | ۳ مارس ۲۰۰۵     |
| ۱۹۸۷۴۶ | 2005 EC51        | ۳ مارس ۲۰۰۵     |
| ۱۹۸۷۴۷ | 2005 EN51        | ۳ مارس ۲۰۰۵     |
| ۱۹۸۷۴۸ | 2005 EV55        | ۴ مارس ۲۰۰۵     |
| ۱۹۸۷۴۹ | 2005 EM58        | ۴ مارس ۲۰۰۵     |
| ۱۹۸۷۵۰ | 2005 ER58        | ۴ مارس ۲۰۰۵     |
| ۱۹۸۷۵۱ | 2005 EP59        | ۴ مارس ۲۰۰۵     |
| ۱۹۸۷۵۲ | 2005 EA60        | ۴ مارس ۲۰۰۵     |
| ۱۹۸۷۵۳ | 2005 EL73        | ۳ مارس ۲۰۰۵     |
| ۱۹۸۷۵۴ | 2005 EJ74        | ۳ مارس ۲۰۰۵     |
| ۱۹۸۷۵۵ | 2005 EY76        | ۳ مارس ۲۰۰۵     |
| ۱۹۸۷۵۶ | 2005 EJ82        | ۴ مارس ۲۰۰۵     |
| ۱۹۸۷۵۷ | 2005 EU85        | ۴ مارس ۲۰۰۵     |
| ۱۹۸۷۵۸ | 2005 EG86        | ۴ مارس ۲۰۰۵     |
| ۱۹۸۷۵۹ | 2005 EX86        | ۴ مارس ۲۰۰۵     |
| ۱۹۸۷۶۰ | 2005 EC90        | ۸ مارس ۲۰۰۵     |
| ۱۹۸۷۶۱ | 2005 EU90        | ۸ مارس ۲۰۰۵     |
| ۱۹۸۷۶۲ | 2005 EA91        | ۸ مارس ۲۰۰۵     |
| ۱۹۸۷۶۳ | 2005 EG92        | ۸ مارس ۲۰۰۵     |
| ۱۹۸۷۶۴ | 2005 EY92        | ۸ مارس ۲۰۰۵     |
| ۱۹۸۷۶۵ | 2005 EX94        | ۱۰ مارس ۲۰۰۵    |
| ۱۹۸۷۶۶ | 2005 EC96        | ۳ مارس ۲۰۰۵     |
| ۱۹۸۷۶۷ | 2005 EF96        | ۳ مارس ۲۰۰۵     |
| ۱۹۸۷۶۸ | 2005 EO96        | ۳ مارس ۲۰۰۵     |
| ۱۹۸۷۶۹ | 2005 EW96        | ۳ مارس ۲۰۰۵     |
| ۱۹۸۷۷۰ | 2005 EG97        | ۳ مارس ۲۰۰۵     |
| ۱۹۸۷۷۱ | 2005 EY97        | ۳ مارس ۲۰۰۵     |
| ۱۹۸۷۷۲ | 2005 EG99        | ۳ مارس ۲۰۰۵     |
| ۱۹۸۷۷۳ | 2005 EN99        | ۳ مارس ۲۰۰۵     |
| ۱۹۸۷۷۴ | 2005 EC100       | ۳ مارس ۲۰۰۵     |
| ۱۹۸۷۷۵ | 2005 ED100       | ۳ مارس ۲۰۰۵     |
| ۱۹۸۷۷۶ | 2005 ET101       | ۳ مارس ۲۰۰۵     |
| ۱۹۸۷۷۷ | 2005 EY101       | ۳ مارس ۲۰۰۵     |
| ۱۹۸۷۷۸ | 2005 EG109       | ۴ مارس ۲۰۰۵     |
| ۱۹۸۷۷۹ | 2005 EA111       | ۴ مارس ۲۰۰۵     |
| ۱۹۸۷۸۰ | 2005 EP113       | ۴ مارس ۲۰۰۵     |
| ۱۹۸۷۸۱ | 2005 EK114       | ۴ مارس ۲۰۰۵     |
| ۱۹۸۷۸۲ | 2005 EM115       | ۴ مارس ۲۰۰۵     |
| ۱۹۸۷۸۳ | 2005 ES118       | ۷ مارس ۲۰۰۵     |
| ۱۹۸۷۸۴ | 2005 EU121       | ۸ مارس ۲۰۰۵     |
| ۱۹۸۷۸۵ | 2005 EH124       | ۸ مارس ۲۰۰۵     |
| ۱۹۸۷۸۶ | 2005 EP129       | ۹ مارس ۲۰۰۵     |
| ۱۹۸۷۸۷ | 2005 EV129       | ۹ مارس ۲۰۰۵     |
| ۱۹۸۷۸۸ | 2005 EQ131       | ۹ مارس ۲۰۰۵     |
| ۱۹۸۷۸۹ | 2005 EV132       | ۹ مارس ۲۰۰۵     |
| ۱۹۸۷۹۰ | 2005 EH133       | ۹ مارس ۲۰۰۵     |
| ۱۹۸۷۹۱ | 2005 EC134       | ۹ مارس ۲۰۰۵     |
| ۱۹۸۷۹۲ | 2005 EW136       | ۹ مارس ۲۰۰۵     |
| ۱۹۸۷۹۳ | 2005 EN137       | ۹ مارس ۲۰۰۵     |
| ۱۹۸۷۹۴ | 2005 EX137       | ۹ مارس ۲۰۰۵     |
| ۱۹۸۷۹۵ | 2005 EY140       | ۱۰ مارس ۲۰۰۵    |
| ۱۹۸۷۹۶ | 2005 ET152       | ۱۰ مارس ۲۰۰۵    |
| ۱۹۸۷۹۷ | 2005 EF156       | ۹ مارس ۲۰۰۵     |
| ۱۹۸۷۹۸ | 2005 EM156       | ۹ مارس ۲۰۰۵     |
| ۱۹۸۷۹۹ | 2005 EL157       | ۹ مارس ۲۰۰۵     |
| ۱۹۸۸۰۰ | 2005 EZ166       | ۱۱ مارس ۲۰۰۵    |
| ۱۹۸۸۰۱ | 2005 EH172       | ۷ مارس ۲۰۰۵     |
| ۱۹۸۸۰۲ | 2005 ET175       | ۸ مارس ۲۰۰۵     |
| ۱۹۸۸۰۳ | 2005 EW177       | ۹ مارس ۲۰۰۵     |
| ۱۹۸۸۰۴ | 2005 EW180       | ۹ مارس ۲۰۰۵     |
| ۱۹۸۸۰۵ | 2005 EE190       | ۱۱ مارس ۲۰۰۵    |
| ۱۹۸۸۰۶ | 2005 ES194       | ۱۱ مارس ۲۰۰۵    |
| ۱۹۸۸۰۷ | 2005 EX195       | ۱۱ مارس ۲۰۰۵    |
| ۱۹۸۸۰۸ | 2005 EY196       | ۱۱ مارس ۲۰۰۵    |
| ۱۹۸۸۰۹ | 2005 EG201       | ۸ مارس ۲۰۰۵     |
| ۱۹۸۸۱۰ | 2005 EK201       | ۸ مارس ۲۰۰۵     |
| ۱۹۸۸۱۱ | 2005 EF203       | ۱۰ مارس ۲۰۰۵    |
| ۱۹۸۸۱۲ | 2005 EV207       | ۴ مارس ۲۰۰۵     |
| ۱۹۸۸۱۳ | 2005 EB217       | ۹ مارس ۲۰۰۵     |
| ۱۹۸۸۱۴ | 2005 EJ218       | ۱۰ مارس ۲۰۰۵    |
| ۱۹۸۸۱۵ | 2005 EJ222       | ۱۲ مارس ۲۰۰۵    |
| ۱۹۸۸۱۶ | 2005 EZ222       | ۱۰ مارس ۲۰۰۵    |
| ۱۹۸۸۱۷ | 2005 EZ244       | ۱۱ مارس ۲۰۰۵    |
| ۱۹۸۸۱۸ | 2005 EK247       | ۱۲ مارس ۲۰۰۵    |
| ۱۹۸۸۱۹ | 2005 ES247       | ۱۲ مارس ۲۰۰۵    |
| ۱۹۸۸۲۰ | 2005 ET249       | ۱۳ مارس ۲۰۰۵    |
| ۱۹۸۸۲۱ | 2005 ER258       | ۱۱ مارس ۲۰۰۵    |
| ۱۹۸۸۲۲ | 2005 EW263       | ۱۳ مارس ۲۰۰۵    |
| ۱۹۸۸۲۳ | 2005 ES264       | ۱۳ مارس ۲۰۰۵    |
| ۱۹۸۸۲۴ | 2005 EV265       | ۱۳ مارس ۲۰۰۵    |
| ۱۹۸۸۲۵ | 2005 EW272       | ۳ مارس ۲۰۰۵     |
| ۱۹۸۸۲۶ | 2005 EY272       | ۳ مارس ۲۰۰۵     |
| ۱۹۸۸۲۷ | 2005 EA273       | ۳ مارس ۲۰۰۵     |
| ۱۹۸۸۲۸ | 2005 EA277       | ۸ مارس ۲۰۰۵     |
| ۱۹۸۸۲۹ | 2005 EP279       | ۱۰ مارس ۲۰۰۵    |
| ۱۹۸۸۳۰ | 2005 EX285       | ۱ مارس ۲۰۰۵     |
| ۱۹۸۸۳۱ | 2005 EL290       | ۹ مارس ۲۰۰۵     |
| ۱۹۸۸۳۲ | 2005 EY295       | ۹ مارس ۲۰۰۵     |
| ۱۹۸۸۳۳ | 2005 EB315       | ۱۱ مارس ۲۰۰۵    |
| ۱۹۸۸۳۴ | 2005 EW326       | ۸ مارس ۲۰۰۵     |
| ۱۹۸۸۳۵ | 2005 GY2         | ۱ آوریل ۲۰۰۵    |
| ۱۹۸۸۳۶ | 2005 GP39        | ۴ آوریل ۲۰۰۵    |
| ۱۹۸۸۳۷ | 2005 GT47        | ۵ آوریل ۲۰۰۵    |
| ۱۹۸۸۳۸ | 2005 GB54        | ۴ آوریل ۲۰۰۵    |
| ۱۹۸۸۳۹ | 2005 GV54        | ۵ آوریل ۲۰۰۵    |
| ۱۹۸۸۴۰ | 2005 GZ57        | ۶ آوریل ۲۰۰۵    |
| ۱۹۸۸۴۱ | 2005 GL74        | ۵ آوریل ۲۰۰۵    |
| ۱۹۸۸۴۲ | 2005 GT85        | ۴ آوریل ۲۰۰۵    |
| ۱۹۸۸۴۳ | 2005 GW108       | ۱۰ آوریل ۲۰۰۵   |
| ۱۹۸۸۴۴ | 2005 GP119       | ۹ آوریل ۲۰۰۵    |
| ۱۹۸۸۴۵ | 2005 GF120       | ۲ آوریل ۲۰۰۵    |
| ۱۹۸۸۴۶ | 2005 GV178       | ۱۵ آوریل ۲۰۰۵   |
| ۱۹۸۸۴۷ | 2005 GO189       | ۱۲ آوریل ۲۰۰۵   |
| ۱۹۸۸۴۸ | 2005 GK196       | ۱۰ آوریل ۲۰۰۵   |
| ۱۹۸۸۴۹ | 2005 HJ7         | ۳۰ آوریل ۲۰۰۵   |
| ۱۹۸۸۵۰ | 2005 JC88        | ۱۰ مه ۲۰۰۵      |
| ۱۹۸۸۵۱ | 2005 JY98        | ۸ مه ۲۰۰۵       |
| ۱۹۸۸۵۲ | 2005 JS103       | ۱۰ مه ۲۰۰۵      |
| ۱۹۸۸۵۳ | 2005 JY152       | ۴ مه ۲۰۰۵       |
| ۱۹۸۸۵۴ | 2005 JZ178       | ۱۴ مه ۲۰۰۵      |
| ۱۹۸۸۵۵ | 2005 LH3         | ۲ ژوئن ۲۰۰۵     |
| ۱۹۸۸۵۶ | 2005 LR3         | ۴ ژوئن ۲۰۰۵     |
| ۱۹۸۸۵۷ | 2005 LJ7         | ۱ ژوئن ۲۰۰۵     |
| ۱۹۸۸۵۸ | 2005 LN51        | ۱۴ ژوئن ۲۰۰۵    |
| ۱۹۸۸۵۹ | 2005 MP32        | ۲۸ ژوئن ۲۰۰۵    |
| ۱۹۸۸۶۰ | 2005 NX41        | ۴ ژوئیه ۲۰۰۵    |
| ۱۹۸۸۶۱ | 2005 OX2         | ۳۰ ژوئیه ۲۰۰۵   |
| ۱۹۸۸۶۲ | 2005 QK8         | ۲۵ اوت ۲۰۰۵     |
| ۱۹۸۸۶۳ | 2005 QL23        | ۲۷ اوت ۲۰۰۵     |
| ۱۹۸۸۶۴ | 2005 QS84        | ۳۰ اوت ۲۰۰۵     |
| ۱۹۸۸۶۵ | 2005 QT157       | ۳۰ اوت ۲۰۰۵     |
| ۱۹۸۸۶۶ | 2005 QU167       | ۲۸ اوت ۲۰۰۵     |
| ۱۹۸۸۶۷ | 2005 QO181       | ۳۰ اوت ۲۰۰۵     |
| ۱۹۸۸۶۸ | 2005 RB1         | ۲ سپتامبر ۲۰۰۵  |
| ۱۹۸۸۶۹ | 2005 RO24        | ۱۱ سپتامبر ۲۰۰۵ |
| ۱۹۸۸۷۰ | 2005 RS27        | ۱۰ سپتامبر ۲۰۰۵ |
| ۱۹۸۸۷۱ | 2005 RY32        | ۸ سپتامبر ۲۰۰۵  |
| ۱۹۸۸۷۲ | 2005 SU2         | ۲۳ سپتامبر ۲۰۰۵ |
| ۱۹۸۸۷۳ | 2005 SZ28        | ۲۳ سپتامبر ۲۰۰۵ |
| ۱۹۸۸۷۴ | 2005 SK30        | ۲۳ سپتامبر ۲۰۰۵ |
| ۱۹۸۸۷۵ | 2005 SA44        | ۲۴ سپتامبر ۲۰۰۵ |
| ۱۹۸۸۷۶ | 2005 SD48        | ۲۴ سپتامبر ۲۰۰۵ |
| ۱۹۸۸۷۷ | 2005 SH71        | ۳۰ سپتامبر ۲۰۰۵ |
| ۱۹۸۸۷۸ | 2005 SJ93        | ۲۴ سپتامبر ۲۰۰۵ |
| ۱۹۸۸۷۹ | 2005 SC123       | ۲۹ سپتامبر ۲۰۰۵ |
| ۱۹۸۸۸۰ | 2005 SN140       | ۲۵ سپتامبر ۲۰۰۵ |
| ۱۹۸۸۸۱ | 2005 SX180       | ۲۹ سپتامبر ۲۰۰۵ |
| ۱۹۸۸۸۲ | 2005 SH187       | ۲۹ سپتامبر ۲۰۰۵ |
| ۱۹۸۸۸۳ | 2005 ST215       | ۳۰ سپتامبر ۲۰۰۵ |
| ۱۹۸۸۸۴ | 2005 SH253       | ۳۰ سپتامبر ۲۰۰۵ |
| ۱۹۸۸۸۵ | 2005 SE281       | ۳۰ سپتامبر ۲۰۰۵ |
| ۱۹۸۸۸۶ | 2005 TT10        | ۲ اکتبر ۲۰۰۵    |
| ۱۹۸۸۸۷ | 2005 TE63        | ۴ اکتبر ۲۰۰۵    |
| ۱۹۸۸۸۸ | 2005 TY77        | ۶ اکتبر ۲۰۰۵    |
| ۱۹۸۸۸۹ | 2005 TW81        | ۳ اکتبر ۲۰۰۵    |
| ۱۹۸۸۹۰ | 2005 TH83        | ۳ اکتبر ۲۰۰۵    |
| ۱۹۸۸۹۱ | 2005 TF90        | ۵ اکتبر ۲۰۰۵    |
| ۱۹۸۸۹۲ | 2005 TO104       | ۸ اکتبر ۲۰۰۵    |
| ۱۹۸۸۹۳ | 2005 TW138       | ۸ اکتبر ۲۰۰۵    |
| ۱۹۸۸۹۴ | 2005 TL152       | ۱۱ اکتبر ۲۰۰۵   |
| ۱۹۸۸۹۵ | 2005 TQ168       | ۹ اکتبر ۲۰۰۵    |
| ۱۹۸۸۹۶ | 2005 TC173       | ۱۳ اکتبر ۲۰۰۵   |
| ۱۹۸۸۹۷ | 2005 UZ7         | ۲۶ اکتبر ۲۰۰۵   |
| ۱۹۸۸۹۸ | 2005 US16        | ۲۲ اکتبر ۲۰۰۵   |
| ۱۹۸۸۹۹ | 2005 UQ27        | ۲۳ اکتبر ۲۰۰۵   |
| ۱۹۸۹۰۰ | 2005 UH30        | ۲۳ اکتبر ۲۰۰۵   |
| ۱۹۸۹۰۱ | 2005 UX30        | ۲۴ اکتبر ۲۰۰۵   |
| ۱۹۸۹۰۲ | 2005 UE32        | ۲۴ اکتبر ۲۰۰۵   |
| ۱۹۸۹۰۳ | 2005 UA33        | ۲۴ اکتبر ۲۰۰۵   |
| ۱۹۸۹۰۴ | 2005 UH33        | ۲۴ اکتبر ۲۰۰۵   |
| ۱۹۸۹۰۵ | 2005 UJ33        | ۲۴ اکتبر ۲۰۰۵   |
| ۱۹۸۹۰۶ | 2005 UL38        | ۲۴ اکتبر ۲۰۰۵   |
| ۱۹۸۹۰۷ | 2005 UO40        | ۲۴ اکتبر ۲۰۰۵   |
| ۱۹۸۹۰۸ | 2005 UZ41        | ۲۵ اکتبر ۲۰۰۵   |
| ۱۹۸۹۰۹ | 2005 UZ49        | ۲۳ اکتبر ۲۰۰۵   |
| ۱۹۸۹۱۰ | 2005 UX59        | ۲۵ اکتبر ۲۰۰۵   |
| ۱۹۸۹۱۱ | 2005 UM64        | ۲۵ اکتبر ۲۰۰۵   |
| ۱۹۸۹۱۲ | 2005 UV73        | ۲۳ اکتبر ۲۰۰۵   |
| ۱۹۸۹۱۳ | 2005 UD112       | ۲۲ اکتبر ۲۰۰۵   |
| ۱۹۸۹۱۴ | 2005 UE112       | ۲۲ اکتبر ۲۰۰۵   |
| ۱۹۸۹۱۵ | 2005 UZ126       | ۲۴ اکتبر ۲۰۰۵   |
| ۱۹۸۹۱۶ | 2005 UU130       | ۲۴ اکتبر ۲۰۰۵   |
| ۱۹۸۹۱۷ | 2005 UG131       | ۲۴ اکتبر ۲۰۰۵   |
| ۱۹۸۹۱۸ | 2005 UP132       | ۲۴ اکتبر ۲۰۰۵   |
| ۱۹۸۹۱۹ | 2005 UT142       | ۲۵ اکتبر ۲۰۰۵   |
| ۱۹۸۹۲۰ | 2005 UP158       | ۳۰ اکتبر ۲۰۰۵   |
| ۱۹۸۹۲۱ | 2005 US160       | ۲۲ اکتبر ۲۰۰۵   |
| ۱۹۸۹۲۲ | 2005 US174       | ۲۴ اکتبر ۲۰۰۵   |
| ۱۹۸۹۲۳ | 2005 UJ180       | ۲۴ اکتبر ۲۰۰۵   |
| ۱۹۸۹۲۴ | 2005 UA181       | ۲۴ اکتبر ۲۰۰۵   |
| ۱۹۸۹۲۵ | 2005 UE185       | ۲۵ اکتبر ۲۰۰۵   |
| ۱۹۸۹۲۶ | 2005 UW203       | ۲۵ اکتبر ۲۰۰۵   |
| ۱۹۸۹۲۷ | 2005 UO216       | ۲۵ اکتبر ۲۰۰۵   |
| ۱۹۸۹۲۸ | 2005 UP216       | ۲۵ اکتبر ۲۰۰۵   |
| ۱۹۸۹۲۹ | 2005 UK217       | ۲۷ اکتبر ۲۰۰۵   |
| ۱۹۸۹۳۰ | 2005 UW241       | ۲۵ اکتبر ۲۰۰۵   |
| ۱۹۸۹۳۱ | 2005 UP242       | ۲۵ اکتبر ۲۰۰۵   |
| ۱۹۸۹۳۲ | 2005 UX243       | ۲۵ اکتبر ۲۰۰۵   |
| ۱۹۸۹۳۳ | 2005 UY249       | ۲۲ اکتبر ۲۰۰۵   |
| ۱۹۸۹۳۴ | 2005 UR251       | ۲۴ اکتبر ۲۰۰۵   |
| ۱۹۸۹۳۵ | 2005 UO253       | ۲۷ اکتبر ۲۰۰۵   |
| ۱۹۸۹۳۶ | 2005 US260       | ۲۵ اکتبر ۲۰۰۵   |
| ۱۹۸۹۳۷ | 2005 UX263       | ۲۷ اکتبر ۲۰۰۵   |
| ۱۹۸۹۳۸ | 2005 US273       | ۲۸ اکتبر ۲۰۰۵   |
| ۱۹۸۹۳۹ | 2005 UG276       | ۲۴ اکتبر ۲۰۰۵   |
| ۱۹۸۹۴۰ | 2005 UA279       | ۲۴ اکتبر ۲۰۰۵   |
| ۱۹۸۹۴۱ | 2005 UV281       | ۲۵ اکتبر ۲۰۰۵   |
| ۱۹۸۹۴۲ | 2005 UW289       | ۲۶ اکتبر ۲۰۰۵   |
| ۱۹۸۹۴۳ | 2005 UZ290       | ۲۶ اکتبر ۲۰۰۵   |
| ۱۹۸۹۴۴ | 2005 UM292       | ۲۶ اکتبر ۲۰۰۵   |
| ۱۹۸۹۴۵ | 2005 UQ296       | ۲۶ اکتبر ۲۰۰۵   |
| ۱۹۸۹۴۶ | 2005 UB297       | ۲۶ اکتبر ۲۰۰۵   |
| ۱۹۸۹۴۷ | 2005 UR298       | ۲۶ اکتبر ۲۰۰۵   |
| ۱۹۸۹۴۸ | 2005 UB308       | ۲۷ اکتبر ۲۰۰۵   |
| ۱۹۸۹۴۹ | 2005 UG322       | ۲۷ اکتبر ۲۰۰۵   |
| ۱۹۸۹۵۰ | 2005 UW327       | ۲۹ اکتبر ۲۰۰۵   |
| ۱۹۸۹۵۱ | 2005 UJ330       | ۲۸ اکتبر ۲۰۰۵   |
| ۱۹۸۹۵۲ | 2005 UR346       | ۳۰ اکتبر ۲۰۰۵   |
| ۱۹۸۹۵۳ | 2005 US348       | ۲۳ اکتبر ۲۰۰۵   |
| ۱۹۸۹۵۴ | 2005 UE350       | ۲۷ اکتبر ۲۰۰۵   |
| ۱۹۸۹۵۵ | 2005 UJ355       | ۲۹ اکتبر ۲۰۰۵   |
| ۱۹۸۹۵۶ | 2005 UL355       | ۲۹ اکتبر ۲۰۰۵   |
| ۱۹۸۹۵۷ | 2005 UN378       | ۲۹ اکتبر ۲۰۰۵   |
| ۱۹۸۹۵۸ | 2005 UY379       | ۲۹ اکتبر ۲۰۰۵   |
| ۱۹۸۹۵۹ | 2005 UU382       | ۲۷ اکتبر ۲۰۰۵   |
| ۱۹۸۹۶۰ | 2005 US425       | ۲۸ اکتبر ۲۰۰۵   |
| ۱۹۸۹۶۱ | 2005 UC430       | ۲۸ اکتبر ۲۰۰۵   |
| ۱۹۸۹۶۲ | 2005 UJ435       | ۲۹ اکتبر ۲۰۰۵   |
| ۱۹۸۹۶۳ | 2005 UA438       | ۲۷ اکتبر ۲۰۰۵   |
| ۱۹۸۹۶۴ | 2005 UC439       | ۲۸ اکتبر ۲۰۰۵   |
| ۱۹۸۹۶۵ | 2005 UC442       | ۲۹ اکتبر ۲۰۰۵   |
| ۱۹۸۹۶۶ | 2005 UR444       | ۳۰ اکتبر ۲۰۰۵   |
| ۱۹۸۹۶۷ | 2005 UT445       | ۳۱ اکتبر ۲۰۰۵   |
| ۱۹۸۹۶۸ | 2005 UF506       | ۲۴ اکتبر ۲۰۰۵   |
| ۱۹۸۹۶۹ | 2005 UJ508       | ۲۵ اکتبر ۲۰۰۵   |
| ۱۹۸۹۷۰ | 2005 UP508       | ۲۸ اکتبر ۲۰۰۵   |
| ۱۹۸۹۷۱ | 2005 UU512       | ۳۱ اکتبر ۲۰۰۵   |
| ۱۹۸۹۷۲ | 2005 UB527       | ۲۷ اکتبر ۲۰۰۵   |
| ۱۹۸۹۷۳ | 2005 VO3         | ۶ نوامبر ۲۰۰۵   |
| ۱۹۸۹۷۴ | 2005 VN4         | ۶ نوامبر ۲۰۰۵   |
| ۱۹۸۹۷۵ | 2005 VO9         | ۱ نوامبر ۲۰۰۵   |
| ۱۹۸۹۷۶ | 2005 VS15        | ۲ نوامبر ۲۰۰۵   |
| ۱۹۸۹۷۷ | 2005 VD16        | ۲ نوامبر ۲۰۰۵   |
| ۱۹۸۹۷۸ | 2005 VT29        | ۴ نوامبر ۲۰۰۵   |
| ۱۹۸۹۷۹ | 2005 VF30        | ۴ نوامبر ۲۰۰۵   |
| ۱۹۸۹۸۰ | 2005 VW30        | ۴ نوامبر ۲۰۰۵   |
| ۱۹۸۹۸۱ | 2005 VK35        | ۳ نوامبر ۲۰۰۵   |
| ۱۹۸۹۸۲ | 2005 VL44        | ۳ نوامبر ۲۰۰۵   |
| ۱۹۸۹۸۳ | 2005 VY64        | ۱ نوامبر ۲۰۰۵   |
| ۱۹۸۹۸۴ | 2005 VJ67        | ۱ نوامبر ۲۰۰۵   |
| ۱۹۸۹۸۵ | 2005 VH73        | ۱ نوامبر ۲۰۰۵   |
| ۱۹۸۹۸۶ | 2005 VB82        | ۶ نوامبر ۲۰۰۵   |
| ۱۹۸۹۸۷ | 2005 VY86        | ۵ نوامبر ۲۰۰۵   |
| ۱۹۸۹۸۸ | 2005 VN99        | ۱ نوامبر ۲۰۰۵   |
| ۱۹۸۹۸۹ | 2005 VT101       | ۲ نوامبر ۲۰۰۵   |
| ۱۹۸۹۹۰ | 2005 VS110       | ۶ نوامبر ۲۰۰۵   |
| ۱۹۸۹۹۱ | 2005 VQ116       | ۱۱ نوامبر ۲۰۰۵  |
| ۱۹۸۹۹۲ | 2005 VL124       | ۷ نوامبر ۲۰۰۵   |
| ۱۹۸۹۹۳ | Epoigny          | ۲۰ نوامبر ۲۰۰۵  |
| ۱۹۸۹۹۴ | 2005 WL18        | ۲۲ نوامبر ۲۰۰۵  |
| ۱۹۸۹۹۵ | 2005 WM25        | ۲۱ نوامبر ۲۰۰۵  |
| ۱۹۸۹۹۶ | 2005 WJ36        | ۲۲ نوامبر ۲۰۰۵  |
| ۱۹۸۹۹۷ | 2005 WT36        | ۲۲ نوامبر ۲۰۰۵  |
| ۱۹۸۹۹۸ | 2005 WO41        | ۲۱ نوامبر ۲۰۰۵  |
| ۱۹۸۹۹۹ | 2005 WR44        | ۲۲ نوامبر ۲۰۰۵  |
| ۱۹۹۰۰۰ | 2005 WW45        | ۲۲ نوامبر ۲۰۰۵  |